# Raúl (football)
Pour les articles homonymes, voir Raúl González (homonymie), González et Raul.
González   Blanco est un nom espagnol. Le premier nom de famille, en général paternel, est González ; le second, en général maternel, souvent omis, est Blanco.
Raúl González Blanco, dit Raúl, né le 27 juin 1977 à Madrid (Espagne), est un footballeur international espagnol qui évolue au poste d'attaquant. 
Considéré comme l'un des meilleurs joueurs espagnols de tous les temps, Raúl est un emblématique numéro 7 et capitaine du Real Madrid, qu'il quitte en 2010 après seize saisons en équipe première. Il détient le record du nombre de matchs joués avec le club et, jusqu'en 2015, il en est le meilleur buteur en championnat. Il est désigné meilleur joueur de l'histoire de la compétition en 2016. Performant en compétition continentale, Raúl est le seul joueur à avoir été élu trois fois consécutivement meilleur attaquant de l'année par l'UEFA, entre 2000 et 2002. Il est à son époque le meilleur buteur en coupe d'Europe.
Cadre de l'équipe nationale pendant dix ans, il en est, avec 44 buts en 102 sélections, le meilleur buteur jusqu'en 2012.

## Biographie

### Enfance et formation
Raúl González naît à Madrid et grandit dans une famille très modeste (son père est électricien et sa mère femme de ménage) de la Colonia Marconi à San Cristobal de Los Angeles (es), un quartier défavorisé de la capitale espagnole. C'est dans le club du quartier qu'il commence à jouer au football en 1988. 
Raúl rejoint en 1990, à douze ans, l'Atlético de Madrid, le club populaire de la capitale, dont toute la famille est supporter. Lors de sa première saison, au poste d'ailier gauche, il marque 65 buts et conquiert le titre de champion d'Espagne minimes. Passé en cadets l'année suivante, il est à nouveau champion. Mais 1992, le président controversé du club, Jesús Gil, décide de dissoudre les catégories jeunes en raison des graves soucis financiers que connaît le club. C'est là que Raúl rejoint le Real Madrid, voisin et plus grand rival de l'Atlético. Pour sa première saison avec les cadets, il inscrit 71 buts en 33 matchs. Il passe rapidement chez les juniors B (-18 ans), puis les juniors A. 
En 1994-1995, il est intégré au Real Madrid C. Après avoir inscrit 13 buts lors de ses sept premiers matchs (il terminera la saison avec 16 buts en neuf matchs avec l'équipe C), il est promu en équipe B, puis la semaine suivante en équipe première. Ses performances lui valent alors d'être appelé en équipe d'Espagne des moins de 18 ans.

### Raúl au Real Madrid (1994-2010)

#### Les débuts (1994-1998)

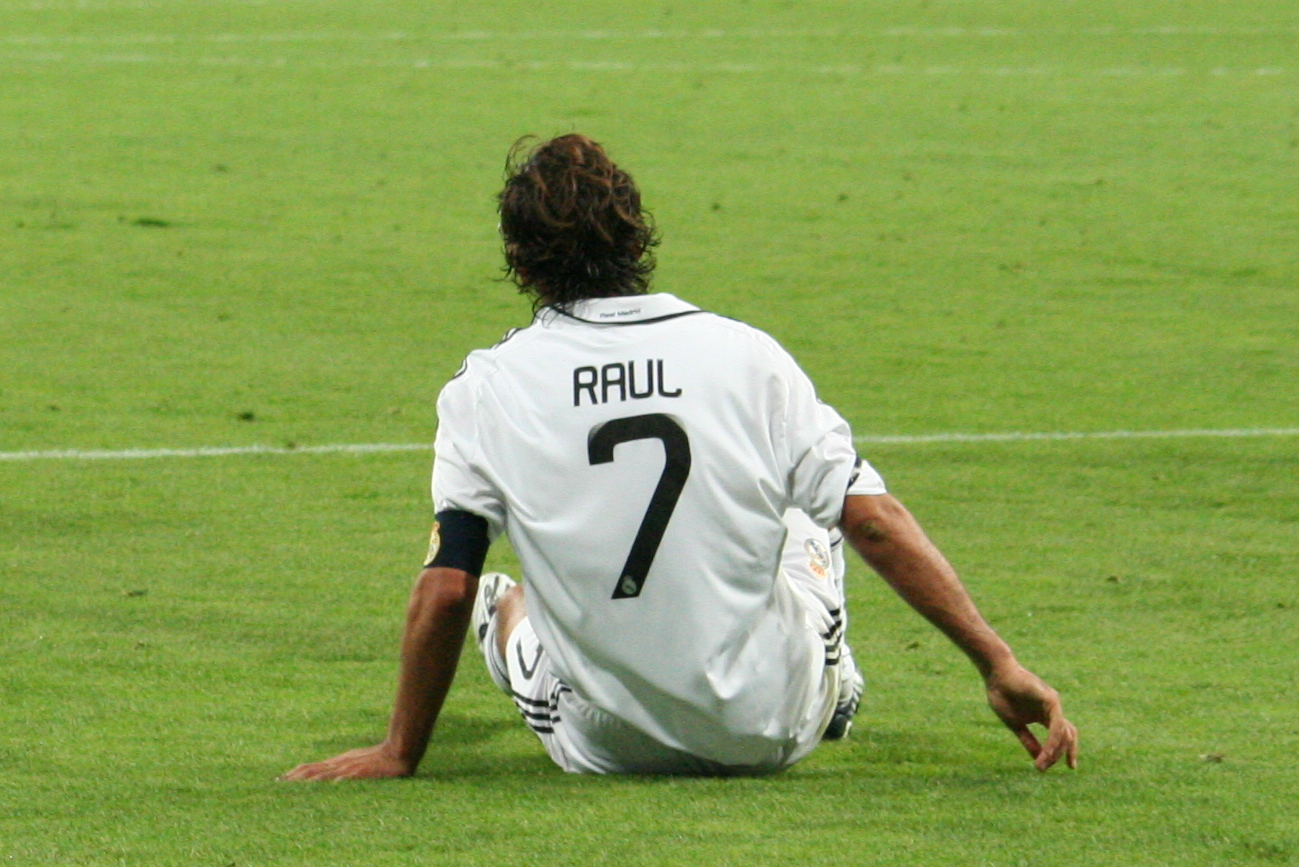
Raúl et son numéro 7, symboles du Real Madrid pendant de nombreuses années, ici en août 2008.

Le 29 octobre 1994, à 17 ans et 4 mois, alors un record de précocité, Raúl débute en équipe première, en Primera Division, lors d'un déplacement au Real Saragosse (3-2), alors qu'Emilio Butragueño, une légende du club en attaque, s'apprête à connaître une dernière saison au Real en pointillé. Il est titulaire et porte dès ses premiers matchs le numéro 7. Malgré la défaite, il se fait remarquer lors de ce premier match en se montrant dangereux et en délivrant une passe décisive pour José Emilio Amavisca. Son premier but arrive sept jours plus tard face au club de son enfance, l'Atletico Madrid. Durant ce match, Raúl provoque le penalty du premier but de son équipe, offre ensuite le second à son coéquipier chilien Iván Zamorano et marque le troisième d'une frappe du gauche en lucarne à l'entrée de la surface, reprenant en une touche de balle un service de Michael Laudrup. Le Real s'impose 4 à 2. Après cette grande performance, les apparitions de Raúl se succèdent. Il signe son premier doublé face au Celta Vigo (4-0, 18e journée). Avec neuf buts en championnat et un en coupe, en 30 apparitions, il contribue activement au titre de champion remporté par son club à l'issue de la saison. Il remporte à titre individuel le Prix Don Balón de joueur révélation de l'année.
Raúl progresse et sa seconde saison en tant que professionnel voit son nombre de buts augmenter. Le 30 septembre 1995 (lors de la cinquième journée), il inscrit son premier but dans un Clásico d'un ballon piqué, ce qui deviendra sa marque de fabrique (1-0, 12e), le match se terminant sur le score de 1-1. Raúl inscrit ensuite le but de la victoire lors du Derby madrilène contre l'Atlético Madrid (1-0, 9e), le 18 novembre 1995 lors de la 13e journée. Il inscrit deux doublés face au Séville FC (4-1 lors de la 15e journée) et à Oviedo (1-2 lors de la 24e journée). En Ligue des champions, le jeune joueur inscrit 6 buts en 8 matchs dont son premier triplé (1-0, 23e ; 2-0, 24e ; 6-1, 84e) contre Ferencváros TC lors d’une victoire par 6 buts à 1, mais le Real Madrid est éliminé cette année-là en quarts de finale (1-0/0-2) par le futur vainqueur de l'épreuve, la Juventus, malgré le but qu'il marque lors du match aller (1-0, 20e). Cette saison-là, il inscrit 26 buts en 52 matchs, soit une moyenne d'un but tous les deux matchs.
Durant sa troisième saison, il participe activement à la conquête du titre avec 21 buts et 25 passes décisives en 42 matchs. Il marque ses deux premiers buts lors de la deuxième journée contre l'Hercules Alicante (3-0). Il inscrit deux autres doublés, sur la pelouse de l'Espanyol Barcelone (0-2), lors de la vingt-septième journée, et surtout sur le terrain de l'Atlético Madrid, où, le 18 janvier 1997, il réalise l'un des meilleurs matchs de sa carrière : alors que son équipe est menée 1 à 0 et réduite à dix à la suite de l'expulsion de Predrag Mijatović, il inscrit deux buts (dont le second à la 82e minute et offre deux passes décisives à Clarence Seedorf et Victor (1-4 lors de la 20e journée). Lors du match retour, il inscrit un but d'anthologie, en réalisant un enchaînement amorti-contrôle-volée (3-1 lors de la 41e journée). Au total cette saison-là, il inscrira 22 buts en 47 matchs et Raúl remporta le Prix Don Balón de joueur de l'année.

C'est également cette saison-là qu'il découvre la sélection nationale, à l'occasion d'un match en Tchéquie (0-0, le 9 septembre 1996. Il inscrit son premier but pour sa troisième sélection, à l'occasion d'une victoire 2 à 0 sur la Yougoslavie, le 14 décembre 1996, pour le compte des éliminatoires de la Coupe du monde 1998.

L'équipe alignée par Jupp Heynckes en finale de la Ligue des champions 1997-1998.

La saison pré-mondial de Raúl débute avec une victoire en Supercoupe d'Espagne face au FC Barcelone. Il ouvre le score à la cinquième minute du match aller (défaite 2-1) et inscrit les deux premiers buts de son équipe au match retour (victoire 4-1). Mis sur de bons rails, il réalise un bon début de saison marqué par trois buts en six journées. À Valence, il élimine deux défenseurs avant de tromper Andoni Zubizarreta (0-2 lors de la 4e journée), puis à Ténérife, il marque d'un lob de l'extérieur du pied (0-2 lors de la 6e journée). Il termina cette année 5e joueur FIFA de l'année et 7e du classement du Ballon d'or de France Football, remporté par Ronaldo. La suite de la saison fut plus pénible pour lui, à la suite d'une pubalgie tenace. Même s'il signera un doublé face à Oviedo (5-1 lors de la 34e journée) de deux frappes enveloppées barre rentrante, il n'aura marqué que dix buts en Liga cette saison-là. Il participe (11 matchs, 2 buts) à la 7e victoire madrilène en Ligue des champions, la première depuis 32 ans, acquise aux dépens de la Juventus à Amsterdam (Mijatovic, 67e). Il devient le chouchou du stade Santiago-Bernabéu, le stade du Real Madrid, qui lui donne le surnom de El Angel de Madrid (L'Ange de Madrid)[réf. souhaitée]. Le 7 avril 1997, contre Compostela, Raúl joue son 100e match en Liga avec le Real Madrid à 19 ans et 284 jours ce qui constitue un record en Espagne.

#### L'Ange de Madrid (1998-2002)
Mais Raúl se remet vite de cette désillusion, en signant deux doublés lors des trois premières journées du championnat, contre Villareal (4-1) et le FC Barcelone (2-2). Le numéro 7 madrilène s'offre quatre autres doublés, tous au Stade Santiago Bernabéu, contre Tenerife (4-0 lors de la 15e journée), le Real Saragosse (3-2, 25e journée), le FC Valence (3-1, 30e journée) et le Deportivo La Corogne (3-1, 38e journée) et même un triplé, toujours dans "son" stade, lors d'une victoire 3-2 sur Valladolid (17e sp, 50e sp et 89e) pour le compte de la 21e journée. Cette saison-là, Raúl remporte pour la première fois de sa carrière le trophée de Pichichi (meilleur buteur de la Liga) avec 25 buts en 37 matchs (plus cinq passes décisives), devant le Brésilien du Barça, Rivaldo, auteur de 24 buts. Malgré cela, le Real ne gagne pas le championnat et en Ligue des champions, même si Raúl inscrit trois buts en huit matchs, le club perd son titre dès les quarts de finale, face au Dynamo Kiev (1-1, 0-2). Néanmoins, les Merengues se consolent en s'adjugeant en décembre au Japon la Coupe intercontinentale face aux Brésiliens du Vasco de Gama sur le score de 2 à 1, Raúl y inscrivant le but de la victoire à la 83e minute. Un but qui est l'un des plus beaux inscrits par l'attaquant espagnol durant sa carrière : à la réception d'une ouverture de Clarence Seedorf, il réalise un contrôle orienté en pleine course et élimine deux adversaires sur des feintes de frappe avant d'ajuster Carlos Germano de l'intérieur du pied droit. Il est également désigné meilleur buteur mondial de l'année 1999 par l'IFFHS.
Cette saison-là, "L'Ange de Madrid" inscrit 29 buts en 49 matchs, toutes compétitions confondues, plus 10 en 7 matchs avec la sélection espagnole, dont un quadruplé contre l'Autriche (9-0) et un triplé à Saint Marin (0-6), en éliminatoires de l'Euro 2000. Enfin, c'est aussi lors de cette saison que Raúl se fiance au mannequin espagnole María del Carmen Redondo Sanz (dit « Mamen » Sanz, qu'il fréquentait depuis fin 1997), qui donna suite au rituel d'après un but : l'embrassade de sa bague, qui deviendra ensuite une alliance le 30 juin 1999.

L'équipe alignée par Vicente del Bosque en finale de la Ligue des champions 1999-2000.

La saison 1999-00 est du même acabit que la précédente pour Raúl, qui inscrit le même nombre de buts (29) en un peu plus de matchs (57), soit une belle moyenne de 0,51 but par match. En Liga, il se signale par un nouveau doublé face au FC Barcelone au Camp Nou, dont le second sur un nouveau ballon piqué au-dessus de Ruud Hesp à quatre minutes du terme (2-2 lors de la 7e journée). Après ce but, il porte son index sur sa bouche, réduisant le Camp Nou au silence et entrant définitivement dans la légende du madridisme. Il marque également d'autres buts décisifs en fin de match pour obtenir le point du nul (face à La Corogne ou à Séville) ou les trois points de la victoire (à Majorque ou à Vallecano). Au mois de janvier 2000, il participe avec son club à la première édition de la Coupe du monde des clubs, qui se tient au Brésil, et il inscrit deux buts en quatre matchs. Le Real prend la quatrième place d'un tournoi remporté par les Corinthians. Le 25 février nait son premier fils, Jorge (en hommage à celui qui l'a lancé, Jorge Valdano) et le 16 avril, il inscrit sur un penalty à la 86e minute son 100e but en Liga (pour son 212e match), offrant la victoire au Real Madrid face au Real Saragosse (1-0 à la 33e journée), contre qui il avait justement commencé sa carrière professionnelle.
Et si cette saison-là, le titre échappe pour la troisième fois consécutive au Real, le club remporte sa huitième Ligue des champions, Raúl n'y étant pas été étranger, terminant meilleur buteur de l'épreuve (à égalité avec les Brésiliens Rivaldo et Mário Jardel) avec 10 buts en 15 matchs. Il réalise quelques prestations de grande classe : en phase de poules, il marque d'une frappe lobée de 25 mètres sur la pelouse du Dynamo Kiev (1-2), en quarts de finale retour à Old Trafford face à Manchester United (2-3), où il signe un doublé en trois minutes : le premier d'une frappe enveloppée après une course en solitaire de 30 mètres (0-2, 50e); le second d'une reprise à bout portant dans le but vide à la suite d'un merveilleux travail de Fernando Redondo côté gauche (0-3, 53e). Et en finale, au Stade de France, il inscrit sous forme de chef-d'œuvre le troisième et dernier but de son équipe face au FC Valence : parti de son propre camp, il remonte soixante dix-mètres avant d'effacer Santiago Cañizares de son dribble spécial et de marquer dans un angle fermé malgré le retour d'un défenseur (3-0, 74e). Par la suite, il est logiquement désigné meilleur attaquant des compétitions européennes par l'UEFA.
Avec la Seleccion, Raúl cartonne aussi puisqu'il en est à 16 buts en 31 matchs au moment d'aborder l'Euro 2000, dont il finit meilleur buteur des éliminatoires avec 11 buts en 8 matchs. Mais la compétition commence mal avec une défaite contre la Norvège (0-1). Raúl, qui porte le numéro 10, remet son équipe dans le sens de la marche en ouvrant le score dès la 4e minute face à la Slovénie d'une superbe frappe du gauche en pivot dans la lucarne opposée (2-1). L'Espagne domine ensuite la Yougoslavie au terme d'un match épique (4-3), validant son billet pour le quarts de finale face à la France. Dans les arrêts de jeu et alors qu'ils sont menés 2 à 1, les Espagnols obtiennent un pénalty. Raúl prend ses responsabilités et a l'occasion d'envoyer son équipe en prolongations, mais il frappe à côté du but de Fabien Barthez et l'Espagne est éliminée.
En juillet 2000, Florentino Pérez devient président du Real Madrid et fait signer quelques jours plus tard le génie portugais du grand rival barcelonais, Luís Figo. Une grande complicité, sur et en dehors du terrain, va naître entre les deux joueurs. Considéré par beaucoup comme le grand responsable de l'élimination de l'Espagne à l'Euro, Raúl, qui semble fatigué, ne signe pas un grand début de saison, et réalise des prestations en demi-teinte jusqu'au mois de décembre. Il inscrit néanmoins deux buts légendaires durant cette période : le premier d'un retourné acrobatique dans la lucarne opposée, face au FC Valence (2-1 lors de la 1re journée) ; le second où il lobe le gardien avant de marquer d'une reprise de volée dans un angle fermée, face au Rayo Vallecano (3-1 à la 16e journée). La suite de la saison est excellente pour le jeune ibérique qui marque 17 buts en 22 matchs de championnat (dont 7 de la tête, arme que le joueur maîtrise de mieux en mieux) après la trêve, ce qui est exceptionnel. Parmi cela, cinq doublés, face à Málaga (4-3, 21e journée), face au FC Barcelone (2-2, 25e journée), à Saragosse (2-3, 31e journée), face à Alavés (5-0, 36e journée) et enfin contre Valladolid (2-1, 38e journée). Cela permet au Real de remporter son 28e championnat et à Raúl de redevenir Pichichi de la Liga avec 24 buts en 36 matchs. Il termine également meilleur buteur de la Ligue des champions malgré l'élimination en demi-finale par le futur vainqueur de l'épreuve, le Bayern Munich (0-1/1-2)- avec 7 réalisations en 12 matchs, dont deux doublés en phase de poules face à Leeds United (3-2), et en quarts de finale retour face au Galatasaray (3-0), puis est à nouveau élu meilleur attaquant des compétitions européennes par l'UEFA. Bien qu'ayant mal commencé, cette saison est la meilleure à titre personnelle pour Raúl, avec le ratio impressionnant de 32 buts en 50 matchs. À cette époque, Raúl est le symbole du Real, l'incarnation parfaite du madridisme, à tel point que le club est parfois surnommé le Raúl de Madrid.

L'équipe alignée par Vicente del Bosque en finale de la Ligue des champions 2001-2002.

En juillet 2001, c'est le meneur de jeu français de la Juventus, Zinédine Zidane qui rejoint le club pour le record à l'époque de 77 millions d'euros, dans le but avoué de réaliser le triplé l'année du centenaire du club. Cette saison-là, Raúl démarre sur les chapeaux de roue, avec un "hat trick" parfait (un but de la tête, un du gauche, un du droit) réalisé en match retour de la Supercoupe d'Espagne face au Real Saragosse (3-0, après un nul 1-1 à l'aller). Cependant, il se montre moins efficace en championnat mais brillera en coupe et sur la scène européenne. En Liga, où le Real échoue à la troisième place, très loin du champion, le FC Valence, il marque 14 buts en 35 matchs (devenant le meilleur buteur en activité en Liga), dont l'un des plus beaux de sa carrière face au Deportivo La Corogne (3-1), le 5 janvier 2002 pour le compte de la 19e journée : dos au but à l'entrée de la surface à la réception d'un long ballon, il amortit de la poitrine, se retourne, jongle au milieu de trois défenseurs et trompe José Francisco Molina d'une impeccable volée du gauche (3-1, 65e). C'est après ce match, marqué également par une prestation et un but extraordinaire de Zidane, que les joueurs madrilènes sont surnommés les "Galactiques". En Coupe du Roi, il inscrit six buts en six matchs, dont un triplé salvateur contre le Nàstic (victoire 4 à 2, après une défaite 1 à 0 au match aller), ce qui fait de lui le meilleur buteur de l'épreuve, mais le Real s'incline en finale face à La Corogne, malgré sa réduction du score à la 57e minute (1-2). Cette année 2001 voit également Raúl échouer à la deuxième place au Ballon d'or de France Football, derrière l'attaquant anglais du Liverpool, Michael Owen, mais devant le gardien allemand du Bayern Munich, Oliver Kahn. Cette deuxième place aura suscité de nombreuses indignations dans le monde du football tant Raúl semblait mériter cette distinction.
Comme souvent donc, c'est la Ligue des champions qui sauve la saison du Real, qui s'adjuge logiquement une neuvième couronne, ce qui constitue évidemment le record, la troisième en cinq éditions. Raúl inscrira six buts en douze matchs. Lors de la première phase, il signe un doublé face au RSC Anderlecht (4-1), inscrivant au passage le 700e but du Real en coupe d'Europe, d'une superbe louche. Le 4 février 2002, à 24 ans il devient le meilleur buteur en activité dans la Liga face à Málaga en marquant ses 112e et 113e buts en sept saisons et 236 matchs. Lors de la deuxième phase, il réussit un nouveau doublé contre le Panathinaïkos (3-0, dont le premier d'une sublime tête plongeante). En demi-finale retour face au FC Barcelone, il ouvre le score en fin de première mi-temps, d'une frappe des dix-huit mètres en pleine lucarne après un relais avec Zinédine Zidane (1-1, après une victoire 0-2 à l'aller, où il avait été à l'origine des deux buts). Et en finale à l'Hampden Park de Glasgow, il ouvre la voie du sacre dès la 8e minute d'une frappe à ras de terre, alors qu'il joue sous infiltration, devenant le douzième joueur à marquer un but dans deux finales différentes. Le Real battra le Bayer Leverkusen 2 à 1 (à la suite d'une superbe reprise de volée de Zinédine Zidane) et Raúl sera élu pour la troisième année consécutive meilleur attaquant des compétitions européennes par l'UEFA, ce qui est également un record. Il reçoit pour la quatrième fois consécutive et la cinquième fois de sa carrière le Prix Don Balón de joueur de l'année.

#### Des années difficiles (2002-2006)

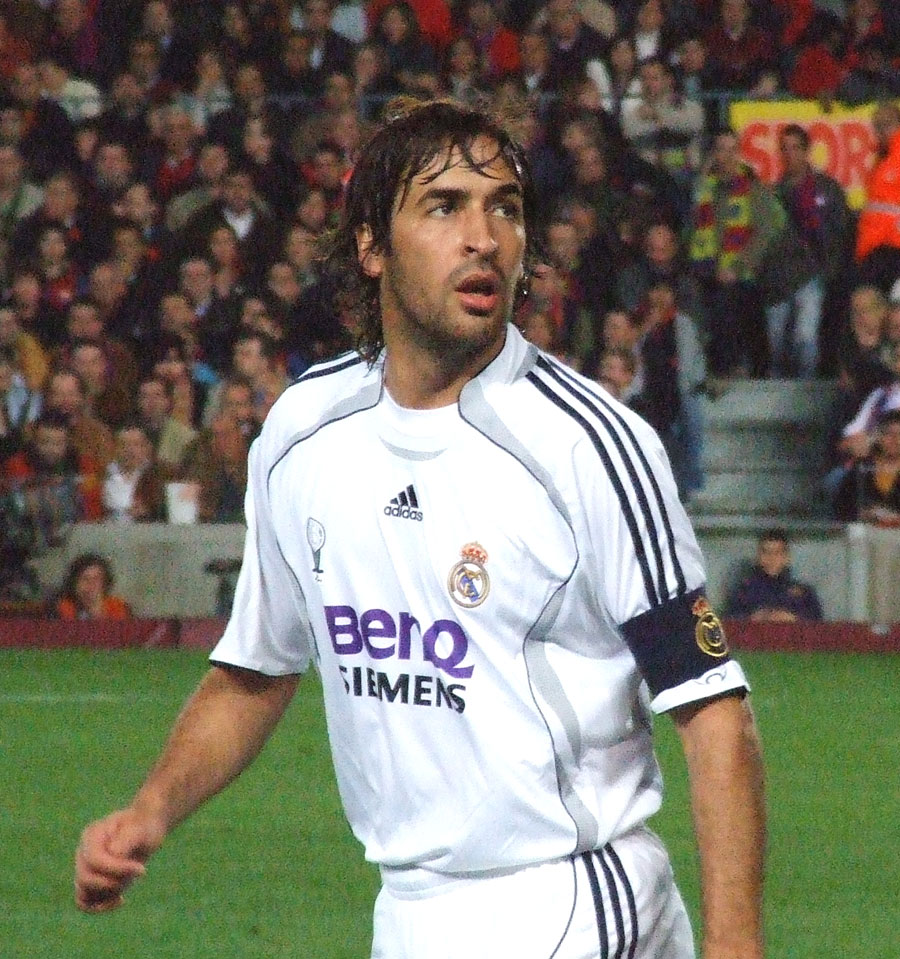
Raúl (ici en 2007) fut capitaine du Real Madrid pendant de nombreuses saisons.

Raúl compte bien se ressaisir en club, d'autant plus que la recrue de cet été 2002 est Ronaldo, vainqueur et meilleur buteur (8 buts) du dernier mondial, avec qui il forme le duo d'attaque le plus excitant au monde, du moins sur le papier. En début de saison, il remporte un trophée qui lui avait jusque-là toujours échappé, la Supercoupe d'Europe, aux dépens du Feyenoord Rotterdam (3-1). Mais, Raúl se blesse ensuite et peine à revenir à son plus haut niveau. Le 20 novembre 2002, il devient père pour la deuxième fois, avec la naissance de Hugo. Début décembre, le Real remporte la Coupe intercontinentale contre l'Olimpia Asunción (2-0). Le 11 décembre 2002, Raúl marque ses 200e et 201e buts avec le Real toutes compétitions confondues, contre le Lokomotiv Moscou (2-2). Le 12 février 2003, Raúl marque ses 30e et 31e buts en 58 capes avec sa Seleccion contre l'Allemagne (3-1), devenant le meilleur buteur de l'histoire de l'Équipe d'Espagne de football devant Fernando Hierro et ses 29 buts. Le 1er mars 2003, Raúl marque son 208e but avec le Real grâce à un doublé au Deportivo Alavés (1-5 lors de la 24e journée). Il devient ainsi le 4e meilleur buteur du club devant Hugo Sánchez (207), mais devancé par Ferenc Puskás (236), Carlos Santillana (290) et Alfredo Di Stéfano (307). Il réalise trois autres doublés dans sa saison, à Majorque (1-5, 13e journée), contre Málaga (5-1, 34e journée) et lors du derby sur la pelouse de l'Atlético Madrid (0-4), aidant son équipe à coiffer sur le fil la Real Sociedad et à remporter sa 29e Liga. Avec 16 buts et 11 passes décisives, Raúl est encore l'un des grands artisans du titre. En C1, il réussit un doublé face à l'AC Milan (3-1) lors de la deuxième phase, puis un autre en quarts de finale aller face à Manchester United (3-1). Mais il eut l'appendicite, fut absent 3 semaines et revint pour la demi-finale retour face à la Juventus, perdue 3 à 1, malgré la superbe passe décisive qu'il offre à Zinédine Zidane, effaçant ainsi la victoire 2 à 1 de l'aller. Malgré 9 buts en 12 matchs de Raúl dans la compétition, le Real dû laisser échapper son titre.
L'inter-saison est mouvementée à Madrid, avec l'arrivée en provenance de Manchester United, d'un autre "galactique" David Beckham, et surtout avec les départs de l'entraîneur Vicente del Bosque, remplacé par Carlos Queiroz, du buteur et grand ami de Raúl, Fernando Morientes et du défenseur et capitaine, Fernando Hierro. Encore une fois, c'est Raúl qui lui succède en tant que capitaine. Il s'en montre rapidement digne en mettant son équipe sur la voie de la victoire en Supercoupe d'Espagne contre le Real Majorque, en ouvrant le score à la 44e minute du match retour (3-0, après une défaite 2-1 à l'aller aux Baléares). Ensuite, il signe un sensationnel triplé lors de la démonstration face à Valladolid (7-2 lors de 3e journée) : le premier d'une reprise acrobatique du talon sur un centre de Luís Figo (1-0, 32e); le deuxième d'un enchainement contrôle de la poitrine-ballon piqué sur une longue ouverture de Roberto Carlos (2-0, 35e); le troisième en piquant son ballon au-dessus du gardien, Albano Bizzarri, puis en le poussant dans le but vide d'une talonnade (7-2, 75e). Raúl signe deux doublés contre Santander (3-1 à la 8e journée) et à Bilbao (4-2 à la 29e journée), et inscrira 11 buts en Liga cette saison. Mais le Real finit troisième, loin du champion, le FC Valence. En Coupe du Roi, le Real échoue en finale face au Real Saragosse (2-3), malgré les six buts de Raúl dans la compétition, dont un doublé décisif à Leganés (3-4 ap.) où il marque le but de la victoire durant les prolongations, ce qui en fait à nouveau le meilleur buteur de l'épreuve. Mais la plus grosse déception survient en Ligue des champions, où le Real Madrid est éliminé dès les quarts de finale par l'AS Monaco de... Fernando Morientes (4-2/1-3), malgré l'ouverture du score d'une jolie frappe enveloppée et la belle prestation de Raúl au match retour, auteur de 2 buts en 9 matchs dans cette édition, ce qui porte son total à 45 depuis le début de sa carrière. C'est donc une saison vierge de titres pour les "Galactiques" (mais une bonne saison à titre personnel pour Raúl, auteur de 20 buts toutes compétitions confondues), qui sera suivi par une énorme désillusion pour les joueurs espagnols lors de l'Euro 2004 disputé au Portugal. Déjà contraints de passer par un barrage contre la Norvège pour se qualifier, où Raúl sera un acteur décisif en égalisant au match aller (2-1) puis en ouvrant le score au match retour, à Oslo (0-3), l'équipe d'Espagne quitte la compétition dès le premier tour. Une victoire sur la Russie (1-0), un nul contre la Grèce (1-1, où Raúl offrira d'une géniale talonnade l'ouverture du score à Fernando Morientes) et une défaite face au voisin portugais (0-1) sonnent le glas des illusions ibériques. Raúl, arrivé avec 38 buts en 72 sélections et le désir de remporter enfin un titre avec la Seleccion, passe complètement à côté de la compétition, étant maladroit devant le but, pas du tout inspiré et surtout complètement usé.

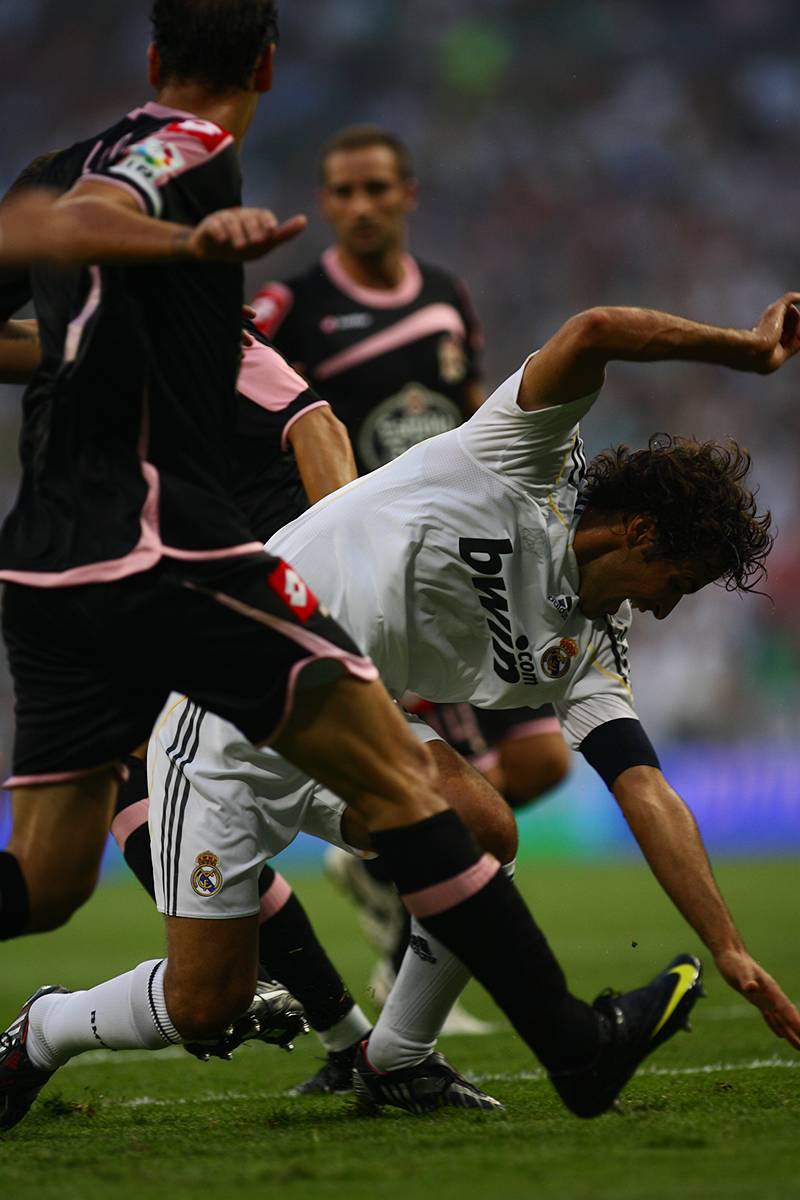
Raúl lors d'un match contre le Deportivo La Corogne en 2009.

La saison suivante confirme cet état préoccupant de la part du capitaine merengue. En championnat, Raúl ne marque que neuf buts (soit son plus mauvais total depuis sa première saison chez les pros, où il avait joué moins de matchs), dont seulement trois durant la première partie de saison. Il se ressaisira quelque peu par la suite avec notamment deux doublés contre l'Espanyol Barcelone (4-0 lors de la 22e journée) et le Racing Santander (5-0 lors de la 35e journée), mais le Real ne sera que dauphin du FC Barcelone. C'est en Ligue des champions qu'il s'en tire le mieux à titre personnel, avec quatre buts, ce qui fait de lui l'égal d'Alfredo Di Stéfano (49 buts). Raúl signe notamment une grande prestation face à l'AS Roma en phase de poules (4-2), où alors que le Real est mené 0 à 2, il réussit un doublé, pour réduire le score d'abord (39e, d'un superbe lob), puis pour donner l'avantage à son équipe ensuite (72e, d'une reprise taclée). Mais le Real est sorti dès les huitièmes de finale par la Juventus (1-0, 0-2 ap) et c'est donc une seconde saison consécutive sans titre pour le club madrilène.
C'est aussi lors de cette saison qu'il perd son statut de titulaire indiscutable en sélection, désormais entraîné par Luis Aragonés, bien qu'il ait porté le record de buts à 41 (en 85 sélections).
Pourtant, Raúl démarre bien la saison pré-mondial. Dès la première journée, il inscrit le but victorieux à Cadix à cinq minutes de la fin (1-2), puis il signe un doublé contre l'Athletic Bilbao (3-1 lors de la 4e journée) et un but d'une volée lobée de plus de vingt mètres sur la pelouse de La Corogne (3-1 lors de la 11e journée), qui sera son cinquième en neuf matchs, plus deux en trois de Ligue des champions (atteignant ainsi le total de 51 buts), mais aussi son dernier de la saison... En effet, le 19 novembre 2005, à l'occasion du Clásico perdu 3 à 0 à domicile, il se blesse et est mis sur la touche pour trois mois. À son retour, le 18 février 2006, il dispute 16 matchs toutes compétitions confondues sans trouver le chemin des filets. Raúl n'est plus que l'ombre de lui-même et a l'image d'un joueur déjà vieux, complètement usé, pour avoir trop tiré sur la corde physique depuis ses 17 ans. De même, lors de ses deux dernières saisons, il n'aura inscrit que 20 buts (13 puis 7), soit autant que la saison précédente. Collectivement, ce n'est guère mieux, puisque le Real finit deuxième à douze longueurs du Barça en Liga et est sorti en huitième de finale de la C1, pour une troisième saison vierge de titres d'affilée. Raúl se console avec la naissance des jumeaux Hector et Matéo, en décembre 2005, et avec sa convocation pour la Coupe du monde 2006, où l'équipe d'Espagne espère bien briller.
Après une entame parfaite contre l'Ukraine (4-0), l'équipe de La Furia Española bute sur la Tunisie, mais Raúl, entré à la mi-temps, égalise à vingt minutes du terme (son 44e et dernier but en sélection, pour sa 97e apparition, et rejoignant par la même occasion le cercle très fermé des joueurs ayant marqué au moins un but dans trois mondiaux différents, et son équipe l'emporte finalement 3 à 1, avant de réaliser le "grand chelem" contre l'Arabie saoudite (1-0). Mais en huitième de finale, lors de sa 99e sélection, l'Espagne est battue par la France de Zidane (1-3) et quitte donc la compétition.

#### Une seconde jeunesse (2006-2010)
La saison suivante sera du même acabit pour Raúl, qui n'inscrira que 12 buts en 43 matchs, toutes compétitions confondues. Néanmoins, avec 7 buts et 3 passes décisives, il participe à la conquête de la 30e Liga obtenu sur le fil par le Real aux dépens du Barça. Les deux équipes ayant fini à égalité de points, les Merengues l'emportent grâce aux confrontations directes : victoire 2 à 0 au Stade Santiago Bernabéu, où Raúl avait ouvert le score dès la 3e minute d'un merveilleux coup de tête, et nul 3-3 au Nou Camp. À la peine sur la scène domestique, Raúl montre toute l'étendue de son talent sur la scène européenne, inscrivant cinq buts, dont deux doublés contre le Dynamo Kiev en phase de poules (5-1) puis face au Bayern Munich en huitième de finale aller (3-2). Mais le club madrilène s'incline ensuite 2-1 en Bavière, éliminé à ce stade de la compétition pour la troisième année consécutive ... Enfin, c'est lors de cet exercice que Raúl quittera définitivement la Seleccion, à la suite d'une défaite 3-2 contre l'Irlande du Nord à Belfast, le 6 septembre 2006, pour le compte des éliminatoires à l'Euro 2008. Avec 102 sélections et 44 buts, il est le meilleur buteur de l'histoire de la sélection Espagnole et l'un de ses plus dignes représentants, bien qu'il n'ait jamais remporté le moindre titre avec.

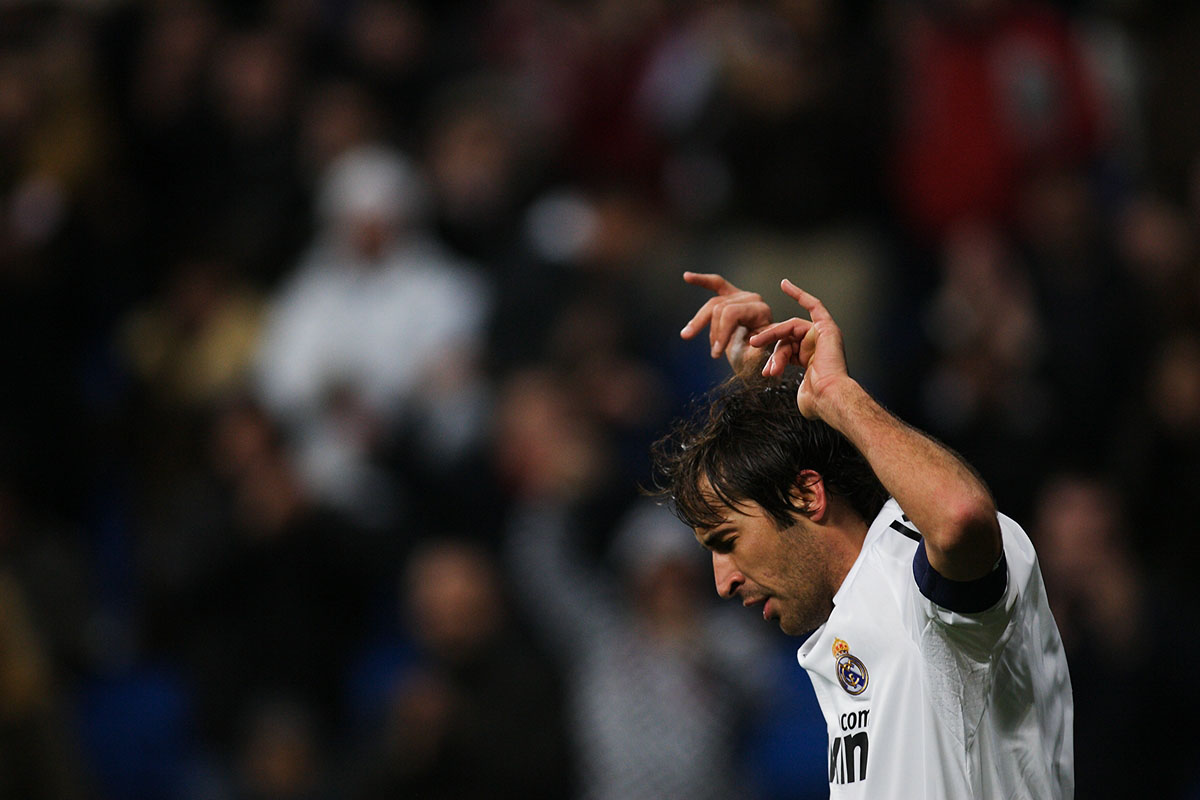
Raúl célébrant un but en 2008 face au Zenith Saint-Petersbourg.

Malgré des critiques en tout genre en ce début de saison, et aussi des rumeurs de transfert du côté de Liverpool ou de l'Inter Milan, Raúl est bien un joueur madrilène pour cette nouvelle saison. Et il retrouve son génie et son efficacité devant le but dès la première journée contre l’Atlético Madrid, puisqu'il inscrit le premier but merengue en championnat de la saison, en égalisant à la 14e. Lors de la deuxième journée, c'est encore lui qui ouvre la voie, à la 39e minute, de la démonstration contre Villareal (5-0). Raúl enchaîne les bonnes performances, signant notamment des doublés à domicile contre le Racing Santander (3-1 à la 14e journée), le Real Valladolid (7-0, 23e à la journée) ainsi que le FC Valence (2-3 à la 29e journée), et sera élu à plusieurs reprises "homme du match". C'est lors de cette saison qu'il inscrit son 200e but en championnat, le 8 mars 2008, en offrant sur pénalty à la 72e minute la victoire au Real contre l'Espanyol Barcelone (2-1 à la 27e journée). Raúl est devenu le 30 mars 2008 le deuxième meilleur buteur de l'histoire du Real Madrid, ex æquo avec Carlos Santillana, en marquant face au FC Séville son 290e but en match officiel avec le maillot "merengue" (3-1 à la 30e journée). Le 20 avril 2008, il le dépasse en ouvrant le score contre le Racing Santander (0-2 à la 33e journée). Enfin, le 7 mai, lors du Clásico, le Real atomise le Barça 4 à 1, et c'est Raúl en personne qui avait ouvert le score dès la 13e minute d'une superbe frappe enveloppée du gauche à l'entrée de la surface. Il s'agit là de son 15e et dernier but face au rival barcelonais, faisant de lui le deuxième meilleur buteur de l'histoire du Clásico, derrière un autre joueur merengue, Alfredo Di Stéfano (18 buts), mais devant César Rodriguez, Francisco Gento et Ferenc Puskás (14 buts). Il est donc l'un des grands artisans du 31e titre de champion du Real Madrid. Le journal Marca lui attribue même le titre de meilleur joueur de la saison (Trofeo Di Stefano). Par contre, en C1, le Real est à nouveau sorti au stade des huitièmes de finale, après deux défaites face à l'AS Roma (2-1, 1-2), malgré les deux buts de Raúl. Sous la houlette de son nouvel entraîneur, Bernd Schuster, son compteur buts affiche en fin de saison 18 unités en Liga et 5 en Ligue des champions, dont il améliore sans cesse le record de buts (61), soit un total de 23 buts en 48 matchs. Mais malgré cette saison, il n'est pas retenu, au grand désarrois des supporters, qui militaient pour son retour, pour l'Euro 2008 disputé en Suisse et en Autriche, et que l'équipe d'Espagne finira par remporter.
Il commence la saison suivante par des prestations moyennes. Puis il redevient très efficace devant le but, signant ses premiers buts de la saison sous la forme d'un doublé contre le Real Sporting de Gijón (7-1, 4e journée). Il signera d'autres doublés face à l'Espanyol Barcelone (2-2, 6e journée), à nouveau contre le Real Sporting de Gijón, (0-4, 23e journée), où avec ses 308e et 309e buts, il devient le meilleur buteur de l'histoire du Real Madrid, devant Alfredo Di Stéfano, et face au Betis Séville (6-1, 24e journée). Il s'offre enfin un sensationnel « coup du chapeau » sur la pelouse du FC Séville (2-4, 33e journée). Mais ces trois buts seront ses derniers de la saison, puisqu'à la suite de la mythique claque concédée à domicile lors du Clásico (2-6, 34e journée), il ne trouvera plus le chemin des filets. Il termine néanmoins sa saison avec 18 buts, comme la saison passée, auxquels il faut en ajouter 3 en Ligue des champions, dont un doublé contre le Zénith Saint-Pétersbourg (3-0), que le club quittera à nouveau en huitième de finale, terrassé par Liverpool (5-0 sur l'ensemble des deux matchs); et 3 autres réussis dans le même match de Coupe du Roi contre la Real Unión de Irún, club de troisième division, (4-3), insuffisant pour se qualifier puisque les Madrilènes s'étaient inclinés 3-2 à l'aller.
Malgré cela, avec 24 buts en 47 matchs toutes compétitions confondues, Raúl réalise donc une nouvelle très belle saison.

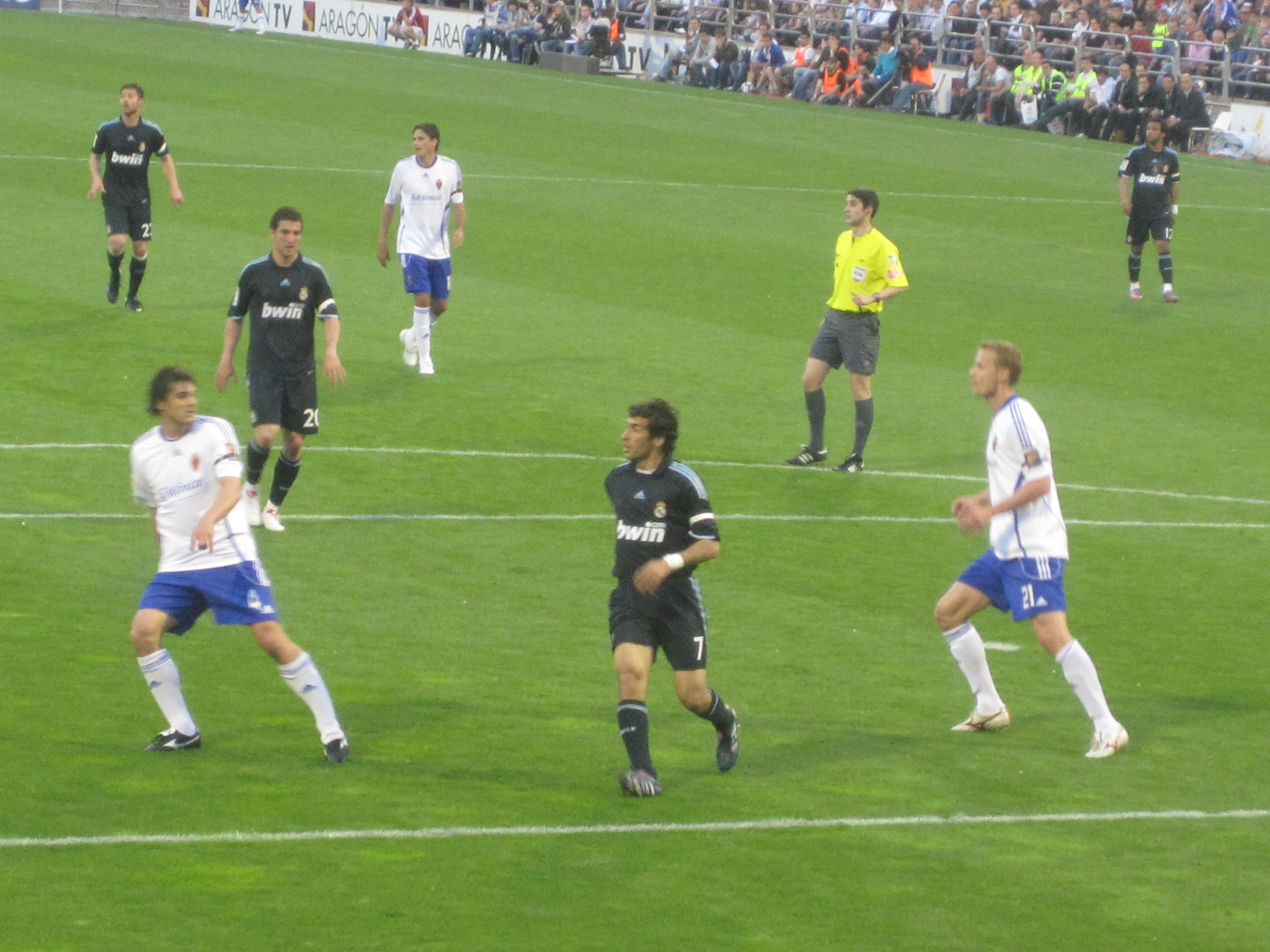
Raúl lors du match de son et dernier but avec le Real Madrid, contre le Real Saragosse au stade de La Romareda.

Avec les arrivés de Cristiano Ronaldo, Karim Benzema et Kaká, recrutés à prix d'or, Raúl est annoncé de plus en plus sur le banc. Mais, lors de la préparation (Coupe de la paix et matchs amicaux), il réalise de belles performances et inscrit cinq buts, ce qui fait de lui le meilleur joueur de la pré-saison. Et lors de la première journée de la Liga contre le Deportivo la Corogne (2-3), il marque le premier but du championnat et provoque un pénalty. Sur sa lancée, Raúl inscrit deux buts lors des trois premières journées de la Ligue des champions et s'offre un doublé contre le Real Valladolid (4-2 au cours de la 7e journée). Mais malgré son bon début de saison, et à la suite de l'humiliante défaite en seizième de finale aller de la Coupe du Roi contre l'AD Alcorcón, club de troisième division, (4-0, et victoire 1-0 au retour, insuffisante pour se qualifier), il est poussé sur le banc par l'entraîneur chilien Manuel Pellegrini, qui lui préfère le buteur argentin Gonzalo Higuaín. Pour la première fois depuis trois ans, Raúl ne sera pas titulaire pendant trois matchs de suite. La suite de la saison sera difficile, puisqu'il doit se contenter de bouts de matchs. Il inscrit son dernier but avec les "Merengues" face au Real Saragosse (1-2 lors de la 34e journée), contre qui il avait commencé sa carrière professionnelle près de 16 ans plus tôt, bouclant ainsi la boucle, et il disputera son dernier match à Malaga (1-1 lors de la 38e journée), le 16 mai 2010.
Néanmoins, l'attaquant espagnol est rentré un peu plus dans la légende au cours de cet exercice, en devenant le deuxième joueur le plus "capé" et le troisième meilleur buteur de l'histoire du championnat d'Espagne, avec 550 matchs et 228 buts.
Avec 7 buts en 39 matchs, soit une moyenne famélique de 0,18 buts par match, Raúl aura donc signé la pire saison de sa carrière à titre personnel, qui plus est vierge de titres. Pour couronner le tout, la Seleccion, toujours sans son ancien capitaine, remporte la Coupe du monde en Afrique du Sud.
Malgré cela, le nouvel entraîneur madrilène, José Mourinho, arrivé tout droit de l'Inter Milan avec qui il a réussi le triplé, annonce son intention de conserver Raúl dans l'effectif. Mais le président, Florentino Pérez n'est pas de cet avis. Raúl lui-même, fidèle à ce qu'il avait dit quelques années plus tôt, pense qu'il est temps de partir, ne se sentant plus capable d'aider "son" club à remporter des titres.
Ainsi, le lundi 26 juillet 2010, il annonce lors d'une très émouvante conférence de presse qu'il quitte son club de cœur, pour rejoindre le club allemand de Schalke 04. Il y signe un contrat de deux années, laissant ainsi l'historique numéro 7 du Real Madrid à Cristiano Ronaldo, ce qui sera critiqué par de nombreux supporters qui auraient préféré que le numéro de leur idole soit retiré. Raúl part du Real Madrid après avoir conquis 16 titres en 16 ans avec le club de la capitale espagnole.

### Raúl à Schalke 04 (2010-2012)

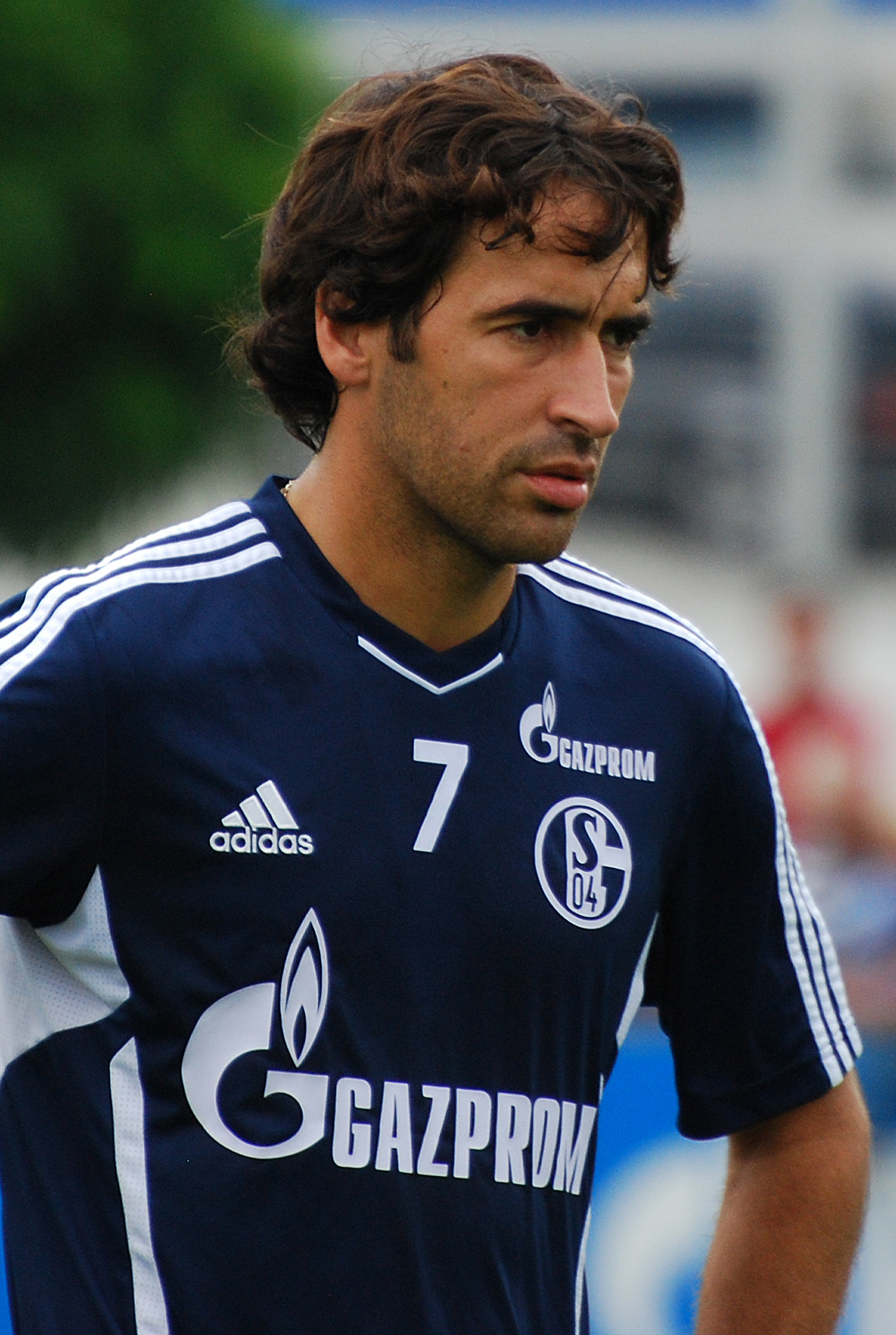
Raúl à l'entraînement avec Schalke 04 en août 2011.

Tout juste débarqué en Allemagne, où il évolue sous son fameux numéro 7, Raúl n'a pas tardé à trouver ses marques dans son nouveau club. En effet, pour son deuxième match (victoire 3-1 face au Bayern Munich en finale du tournoi amical LIGA total! Cup), il s'est illustré en signant un doublé, dont un somptueux lob, ainsi qu'une passe décisive.
Le début de championnat est plus délicat, puisque Schalke 04 concède quatre défaites en quatre matchs.
Le 25 septembre, à l'occasion de la 6e journée contre le Borussia Mönchengladbach, il inscrit son premier but en match officiel sous ses nouvelles couleurs, arrachant ainsi le nul 2-2 à la 87e : après avoir éliminé deux défenseurs, il trompe Logan Bailly d'une frappe croisée à ras de terre.
Le 20 octobre 2010, lors de la troisième journée de la Ligue des champions face à l'Hapoël Tel Aviv (3-1),, il inscrit ses premiers buts en C1 avec son nouveau club avec un doublé qui lui permet de s'installer seul en tête du classement des buteurs toutes Coupes d'Europe confondues avec 68 buts, devançant d'une unité Gerd Müller.
La saison de Raúl semble alors définitivement lancée, puisqu'il réalise ensuite un doublé contre Sankt Pauli (3-0 à la 11e journée) puis deux exceptionnels "coup du chapeau" (chose rare en une saison) face au Werder Brême (4-0 à la 13e journée), où il marque trois buts du pied droit, dont le dernier d'un merveilleux lob, puis face au FC Cologne (3-0 à la 17e journée). Le 15 février 2011, il marque son 71e but en coupe d'Europe lors des 8es de finale de la Ligue des champions contre le FC Valence (1-1). Le 2 mars, il qualifie son équipe pour la finale de la coupe d'Allemagne, en inscrivant l'unique but de la rencontre face au Bayern Munich en demi-finale (0-1).
Le 5 avril 2011, lors du quart de finale aller de Ligue des champions qui oppose l'Inter de Milan, tenant du titre, à Schalke 04 à San Siro, Raúl participe à la mémorable victoire de son équipe (2-5), en inscrivant le troisième but des siens face aux Intéristes et en résistant successivement à Christian Chivu et à Andrea Ranocchia avant de tromper Julio César. Ce but permet non seulement aux Allemands de mener au score, mais il s'agit notamment du 70e but de Raúl en Ligue des champions. Lors de son remplacement à la 87e minute il est ovationné par le public de San Siro. Au retour, il fait encore en mieux, car c'est lui qui ouvre le score, peu avant la mi-temps, après s'être joué de Julio César, puis qui offre le second but à Benedikt Höwedes d'une subtile louche (2-1). Grâce à cela, Schalke accède aux demi-finales de la Ligue des champions pour la première fois de son histoire. Raúl fête ce moment historique en allant communier avec les supporters de la Veltins Arena. Malheureusement pour eux, les hommes de Ralf Rangnick ne pèseront pas bien lourds en demi-finale face au Manchester United de Alex Ferguson (défaites 0-2 puis 4-1).
Le 21 mai 2011, Raúl participe à la victoire de Schalke en Coupe d'Allemagne face au MSV Duisbourg, club de deuxième division (5-0) et remporte donc son premier trophée dans son nouveau club, qui est aussi la première coupe nationale de sa carrière. Ce succès compense la décevante 14e place en Bundesliga puisqu'il qualifie l'équipe de Gelsenkirchen pour la future Ligue Europa, que Raúl disputera pour la première fois, lui qui n'avait connu que la Ligue des champions jusque-là.
D'un point de vue personnel, cette première saison en dehors du Real Madrid, dans un nouveau championnat, totalement différent de la Liga, et dans un nouveau club, est une réussite pour Raúl, auteur de 19 buts en 51 matchs toutes compétitions confondues. En championnat, il figure dans le Top 10 des meilleurs buteurs, avec 13 réalisations, et est même élu "meilleur joueur de Schalke 04 de la saison 2010-2011". En C1, il a encore amélioré son record de buts pour le porter à 71, et il figure dans l'équipe type de la compétition, désignée par l'UEFA.

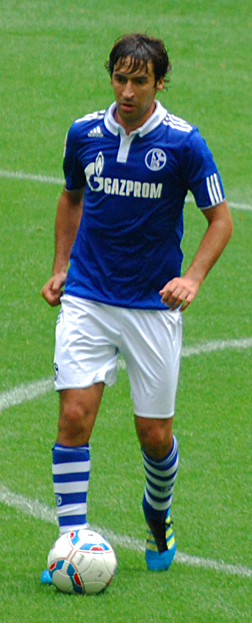
Raúl sous le maillot de Schalke 04.

A l'intersaison, des rumeurs envoient pourtant Raúl aux Blackburn Rovers, au Málaga CF et au Paris SG, car il semble que Ralf Rangnick ne compte pas sur lui, ne le trouvant pas assez rapide. Mais la légende espagnole est bien là quand la saison débute, à l'occasion de la Supercoupe d'Allemagne, que Schalke remporte aux dépens de l'ennemi honni, le Borussia Dortmund, champion en titre (0-0, 4-3 tab), à Gelsenkirchen. Pour son deuxième match, il inscrit ses premiers buts de la saison, sous forme d'un doublé (de la tête, puis d'une superbe louche, sa spécialité), face à Teningen, club de sixième division, que Schalke 04 écrase 11-1 pour son entrée en lice en Coupe d'Allemagne. En championnat, c'est plus délicat puisque Schalke chute lourdement face au  VfB Stuttgart (3-0) lors de la première journée. Mais une semaine plus tard, Schalke écrase le FC Cologne (5-1) et Raúl inscrit son premier but en championnat d'une louche, encore une fois. Ce but sera d'ailleurs élu plus beau but de l'année 2011 inscrit en Bundesliga. Le 16 aout 2011, les Blackburn Rovers transmettent une offre ferme pour s'attacher les services de l'attaquant espagnol. Mais Raúl, qui souhaite continuer l'aventure à Schalke 04, demande au club allemand de la refuser. Le 21 at, il annonce au journal Marca qu'il ira "au bout de son contrat", mettant ainsi fin aux rumeurs,. Une semaine plus tard, il prouve que sa tête et son cœur sont bien à Schalke, en inscrivant l'unique but (en trois temps) de la rencontre face au Borussia Mönchengladbach, qui permet à son équipe d'être leader ex æquo après quatre journées. À l'image de son équipe, troisième du championnat, à trois points du leader, le Bayern Munich, à mi-parcours, Raúl tourne bien. Entre la 11e et la 17e journée, il marque à chaque fois au moins un but lors de ses matchs à domicile, dans la Veltins Arena, parachevant cette série par un coup du chapeau face au Werder Brême (5-0, 17e j.), contre qui il avait déjà inscrit un triplé la saison précédente. Trois buts de "renard", dont le dernier d'une superbe tête plongeante, lui permettant d'atteindre la barre des 10 buts en championnat à la trêve. À côté de cela, il inscrit son 72e but en Coupe d'Europe, et son premier en Ligue Europa, le 1er décembre 2011, face au Steaua Bucarest (2-1).
Après la trêve, il obtient même le brassard de capitaine à la suite de la blessure de Benedikt Höwedes. Le 19 février 2012, à l'occasion de la 22e journée de championnat et d'une démonstration face au VfL Wolfsburg (4-0), Raúl inscrit son 400e but en pro (clubs et sélection confondus). Le 15 mars, à l'occasion du huitième de finale retour de Ligue Europa face au FC Twente, il participe activement à la victoire (4-1) et à la qualification de son équipe pour le tour suivant, en obtenant un penalty, puis en signant une superbe passe décisive en talonnade pour Jermaine Jones. Trois jours plus tard, il trouve le chemin des filets pour la première fois depuis un mois, d'une frappe sans contrôle en pleine lucarne des dix-huit mètres, à l'occasion d'une nouvelle victoire 4-1, au 1. FC Kaiserslautern. Lors du quart de finale de Ligue Europa face à l'Athletic Bilbao, il inscrit trois buts : à l'aller (défaite 2-4), un doublé, dont le second d'une reprise de volée aux dix-huit mètres; au retour (nul 2-2), un but, d'une superbe frappe de l'entrée de la surface en pleine lucarne (ce but sera d'ailleurs comparé par les spécialistes à celui inscrit dix ans plus tôt, presque jour pour jour, à celui inscrit face au FC Barcelone en Ligue des champions). Ces trois nouvelles réalisations portent son total de buts en compétitions de l'UEFA à 77. Quatre jours plus tard, il signe un doublé contre Hanovre 96 (3-0 lors de la 29e journée), qui conclut une belle série de six buts en six matchs. Le 19 avril 2012, lors d'une conférence de presse, il annonce qu'il quittera Schalke 04 à l'issue de la saison. De plus, il annonce qu'il s'agit de son dernier contrat en Europe et qu'il rejoindra un club d'un championnat émergent, en Asie ou en Amérique. Le club annoncera à la suite de cette conférence que le numéro 7 porté depuis 2010 par le joueur sera retiré et qu'un match en son honneur aura lieu en 2013. Le 28 avril, pour son dernier match à la Veltins-Arena, où le public lui rend un vibrant hommage, il inscrit un but et offre une passe décisive à Klaas-Jan Huntelaar, face au Hertha Berlin (4-0), assurant ainsi la troisième place qualificative pour la prochaine Ligue des champions.
Après deux ans au Schalke 04, 40 buts marqués toutes compétitions confondues, des records de buts en Ligue des champions et en Coupes d'Europe encore améliorés et deux nouveaux titres à son palmarès, Raúl, qui a prouvé qu'il était encore loin d'être fini malgré son âge et de nombreuses années derrière lui, se retire du football européen, où il a acquis, à juste titre, un statut de légende du ballon rond.

### Fin de carrière au Qatar et aux États-Unis (2012-2015)

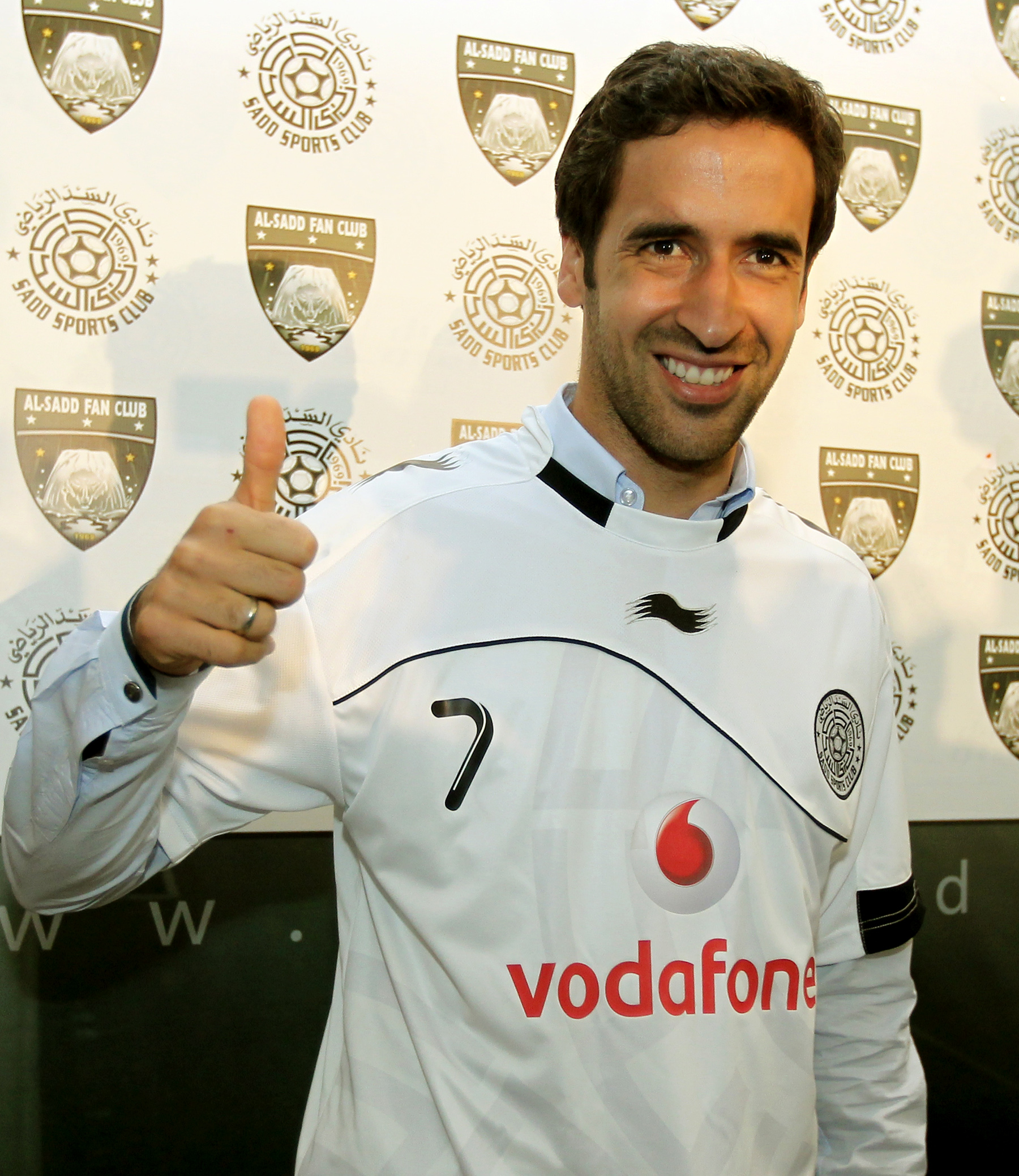
Raúl à son arrivée à Al-Sadd en mai 2012.

Des rumeurs envoient la légende espagnole au Qatar, où tant d'autres gloires ont fini leur carrière ces dernières années (Anthony Yeboah, Marcel Desailly, Stefan Effenberg, Claudio Caniggia, Sonny Anderson ou Gabriel Batistuta entre autres). Et le 13 mai 2012, il s'engage officiellement avec le club d'Al-Sadd, qui est basé dans la capitale, Doha, et qui est le plus grand club du pays, sans que la durée ni le montant du transfert ne soient communiqués. Il est présenté dans la soirée, lors d'une conférence de presse.
Pour son premier match avec le club qatari, le 5 août 2012 en coupe du Qatar contre le Mesaimeer (2-0), Raúl est promu capitaine et inscrit le deuxième but sur penalty à la 90e. Le 24 septembre 2012, il signe son premier doublé avec son nouveau club, à l'occasion d'une victoire (5-2) sur le Qatar SC. Considéré comme la star de la ligue, il devient très rapidement le capitaine de l'équipe et sous son impulsion, Al Sadd domine le championnat qatarien durant une grande partie de la saison, ne connaissant leur première défaite que lors de la 16e journée face à El Jaish 1 à 0 (le championnat du Qatar comporte 22 journées). Le club est finalement sacré champion à une journée de la fin le 13 avril 2013 en battant Al Kharaitiyat 3 à 1.
Raúl participe au 1000e match de sa carrière le samedi 27 avril contre Al Rayyan. En finale de la Heir Apparent Cup, Al Sadd sera battu sur le score de 3 à 2 par Lekhwiya (leur dauphin en championnat). Le club atteindra également la finale de L'Emir of Qatar Cup, non sans avoir pris sa revanche sur Lekhwiya en demi-finales (3-2). Malheureusement, malgré un but de son capitaine, Al Sadd s'incline 2 buts à 1 face à Al Rayyan.

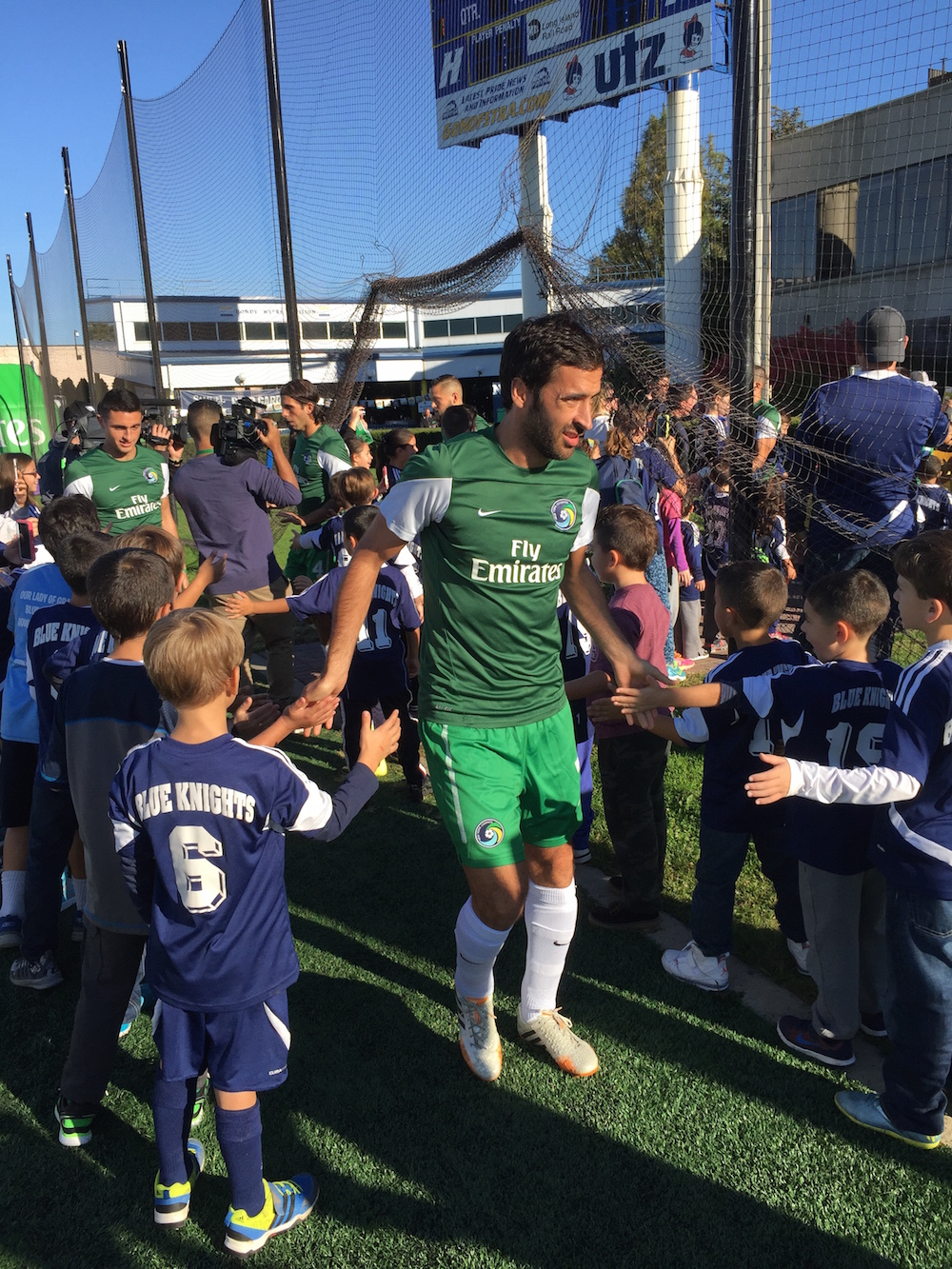
Raúl au Cosmos de New York.

En octobre 2014, il signe au Cosmos de New York. Aux côtés de Marcos Senna et de Danny Szetela, il remporte le Soccer Bowl, le trophée de la NASL, la deuxième division nord-américaine puis prend sa retraite sportive.

### Raúl en équipe nationale (1996-2006)
Raúl a participé aux Coupes du monde 1998, 2002 et 2006, aux Championnats d'Europe des Nations en 2000 et 2004, ainsi qu'aux Jeux olympiques d'Atlanta en 1996. Le 15 octobre 2015, il annonce qu'il prendra sa retraite en fin de saison, en novembre 2015.
Sélectionné pour la première fois par Javier Clemente, en octobre 1996 contre la Tchéquie lors des éliminatoires du Mondial 98 (0-0), étant alors considéré comme l'un, si ce n'est le plus grand espoir du football mondial, il s'imposera définitivement après l'échec de l'équipe d'Espagne lors du mondial français comme la superstar d'une sélection très talentueuse, composée notamment de grands noms tels que Fernando Hierro, Pep Guardiola ou Luis Enrique.
Affaibli par sa pubalgie, Raúl ne connaîtra pas la même réussite lors du Mondial en France, où La Roja quitte la compétition dès le premier tour, après une défaite face au Nigeria (2-3, malgré un but superbe de Raúl d'une reprise en extension), un nul face au Paraguay (0-0) et une victoire face à la Bulgarie (6-1).
Durant la campagne d'éliminatoires pour l'Euro 2000, Raúl marque 11 buts en seulement 9 matchs, avec notamment un quadruplé lors d'une cinglante victoire 9 à 0 face à l'Autriche (pourtant présente à la Coupe du monde 1998 quelques mois plus tôt), permettant à son équipe de terminer en tête de son groupe et d'arriver à l'Euro en tant que favoris. Auteur d'une superbe compétition avec notamment un but inscrit face à la Slovénie au premier tour, le Madrilène verra son parcours stoppé net en quarts de finale par l'Équipe de France (2-1) où il ratera le penalty de l'égalisation, généreusement accordé par l'arbitre Pierluigi Collina dans les dernières minutes de la partie. 
C'est avec le statut de meilleur attaquant du monde et sérieux prétendant au Ballon d'or depuis plusieurs années que Raúl débarque, avec l'Équipe d'Espagne de football (avec qui il compte 25 buts en 51 sélections à ce moment-là), en Asie pour y disputer la Coupe du monde 2002. Tout commence bien pour La Furia Roja, qui obtient trois victoires, et son buteur vedette, qui inscrit trois buts en quatre matchs (le premier contre la Slovénie (3-1) et un doublé face à l'Afrique du Sud (3-2)). Mais en huitième de finale contre l'Irlande (1-1, 3-2 tab), Raúl se blesse et déclare forfait pour le quart de finale perdu dans des circonstances douteuses face à la Corée du Sud (0-0, 3-5 tab). C'est une nouvelle déception pour El Flaco et ses partenaires sur le plan international...
Raúl est logiquement promu capitaine après le mondial à la suite de la retraite internationale de Hierro. Alors au sommet de son art, il devient le meilleur buteur de l'histoire de la sélection espagnole (à seulement 25 ans), le 12 février 2003 en amical contre l'Allemagne en signant un doublé. La même année, il est décisif lors des barrages qualificatifs à l'Euro 2004 face à la Norvège égalisant au match aller (victoire finale 2-1 de l'Espagne) et ouvrant le score au match retour à Oslo (victoire 3-0). Malgré tout, la phase finale ne se passera pas très bien pour la Roja, éliminée dès le premier tour, à l'image d'un Raúl arrivé très fatigué qui n'a pu empêcher l'élimination des siens.
Victime d'une grave blessure au ligaments en novembre 2005, il entame un long parcours de rééducation afin de pouvoir participer à la Coupe du monde en Allemagne encouragé par tout un peuple. Sélectionné par Luis Aragonés, il est contraint de commencer la compétition sur le banc, n'étant pas encore à 100 % de ses capacités, il marque tout de même un but décisif après son entrée en jeu face à la Tunisie lors du deuxième match. Il est titularisé lors du match le plus important en 8e de finale face à la France.
Après le mondial et une humiliante défaite face à l'Irlande du Nord en éliminatoires pour l'Euro 2008, Luis Aragones décidera de se priver de Raúl malgré une énorme pression populaire, le nom de l'idole de Madrid étant notamment scandé lors des matchs de la sélection. Dans l'indignation générale et bien qu'il ait été élu meilleur joueur du championnat, Raúl ne sera donc pas appelé à disputer l'Euro. L'Espagne sera tout de même championne d'Europe et, deux ans plus tard, championne du Monde. Raúl n'aura donc jamais gagné de titre avec la sélection espagnole.

## Statistiques

### Générales par saison
| Saison                 | Club                   | Championnat            | Championnat | Championnat | Championnat | Coupe(s) nationale(s) | Coupe(s) nationale(s) | Coupe(s) nationale(s) | Supercoupe | Supercoupe | Supercoupe | Compétition(s) continentale(s) | Compétition(s) continentale(s) | Compétition(s) continentale(s) | Compétition(s) continentale(s) | Coupes intercontinentales | Coupes intercontinentales | Coupes intercontinentales | Supercoupe UEFA | Supercoupe UEFA | Supercoupe UEFA | Séries | Séries | Séries | Espagne | Espagne | Espagne | Total | Total | Total |
| Saison                 | Club                   | Division               | M.          | B.          | P.d.        | M.                    | B.                    | P.d.                  | M.         | B.         | P.d.       | Comp.                          | M.                             | B.                             | P.d.                           | M.                        | B.                        | P.d.                      | M.              | B.              | P.d.            | M.     | B.     | P.d.   | M.      | B.      | P.d.    | M.    | B.    | P.d.  |
| 1994-1995              | Real Madrid C          | D3                     | 9           | 16          | -           | -                     | -                     | -                     | -          | -          | -          | -                              | -                              | -                              | -                              | -                         | -                         | -                         | -               | -               | -               | -      | -      | -      | -       | -       | -       | 9     | 16    | 0     |
| 1994-1995              | Real Madrid Castilla   | D2                     | 1           | 0           | 0           | -                     | -                     | -                     | -          | -          | -          | -                              | -                              | -                              | -                              | -                         | -                         | -                         | -               | -               | -               | -      | -      | -      | -       | -       | -       | 1     | 0     | 0     |
| 1994-1995              | Real Madrid            | D1                     | 28          | 9           | 4           | 2                     | 1                     | 0                     | -          | -          | -          | -                              | -                              | -                              | -                              | -                         | -                         | -                         | -               | -               | -               | -      | -      | -      | -       | -       | -       | 30    | 10    | 4     |
| 1995-1996              | Real Madrid            | D1                     | 40          | 19          | 7           | 2                     | 1                     | 0                     | 2          | 0          | 0          | C1                             | 8                              | 6                              | 0                              | -                         | -                         | -                         | -               | -               | -               | -      | -      | -      | -       | -       | -       | 52    | 26    | 7     |
| 1996-1997              | Real Madrid            | D1                     | 42          | 21          | 4           | 5                     | 1                     | 1                     | -          | -          | -          | -                              | -                              | -                              | -                              | -                         | -                         | -                         | -               | -               | -               | -      | -      | -      | 7       | 1       | 2       | 54    | 23    | 7     |
| 1997-1998              | Real Madrid            | D1                     | 35          | 10          | 12          | 1                     | 0                     | 0                     | 2          | 3          | 0          | C1                             | 11                             | 2                              | 1                              | -                         | -                         | -                         | -               | -               | -               | -      | -      | -      | 9       | 2       | 3       | 58    | 17    | 16    |
| 1998-1999              | Real Madrid            | D1                     | 37          | 25          | 5           | 2                     | 0                     | 0                     | -          | -          | -          | C1                             | 8                              | 3                              | 0                              | 1                         | 1                         | 0                         | 1               | 0               | 0               | -      | -      | -      | 7       | 10      | 3       | 56    | 39    | 8     |
| 1999-2000              | Real Madrid            | D1                     | 34          | 17          | 11          | 4                     | 0                     | 0                     | -          | -          | -          | C1                             | 15                             | 10                             | 4                              | 4                         | 2                         | 0                         | -               | -               | -               | -      | -      | -      | 12      | 4       | 1       | 69    | 33    | 16    |
| 2000-2001              | Real Madrid            | D1                     | 36          | 24          | 3           | -                     | -                     | -                     | -          | -          | -          | C1                             | 12                             | 7                              | 3                              | 1                         | 0                         | 0                         | 1               | 1               | 0               | -      | -      | -      | 11      | 4       | 1       | 61    | 36    | 7     |
| 2001-2002              | Real Madrid            | D1                     | 35          | 14          | 8           | 6                     | 6                     | 0                     | 2          | 3          | 0          | C1                             | 12                             | 6                              | 3                              | -                         | -                         | -                         | -               | -               | -               | -      | -      | -      | 9       | 7       | 1       | 64    | 36    | 12    |
| 2002-2003              | Real Madrid            | D1                     | 31          | 16          | 10          | 2                     | 0                     | 0                     | -          | -          | -          | C1                             | 12                             | 9                              | 5                              | 1                         | 0                         | 0                         | 1               | 0               | 0               | -      | -      | -      | 8       | 4       | 2       | 55    | 29    | 17    |
| 2003-2004              | Real Madrid            | D1                     | 35          | 11          | 1           | 7                     | 6                     | 1                     | 2          | 1          | 0          | C1                             | 9                              | 2                              | 1                              | -                         | -                         | -                         | -               | -               | -               | -      | -      | -      | 12      | 6       | 1       | 65    | 26    | 4     |
| 2004-2005              | Real Madrid            | D1                     | 32          | 9           | 3           | 1                     | 0                     | 1                     | -          | -          | -          | C1                             | 10                             | 4                              | 1                              | -                         | -                         | -                         | -               | -               | -               | -      | -      | -      | 10      | 3       | 1       | 53    | 16    | 6     |
| 2005-2006              | Real Madrid            | D1                     | 26          | 5           | 3           | -                     | -                     | -                     | -          | -          | -          | C1                             | 6                              | 2                              | 0                              | -                         | -                         | -                         | -               | -               | -               | -      | -      | -      | 14      | 3       | 0       | 46    | 10    | 3     |
| 2006-2007              | Real Madrid            | D1                     | 35          | 7           | 3           | 1                     | 0                     | 0                     | -          | -          | -          | C1                             | 7                              | 5                              | 0                              | -                         | -                         | -                         | -               | -               | -               | -      | -      | -      | 3       | 0       | 0       | 46    | 12    | 3     |
| 2007-2008              | Real Madrid            | D1                     | 37          | 18          | 3           | 1                     | 0                     | 0                     | 2          | 0          | 0          | C1                             | 8                              | 5                              | 2                              | -                         | -                         | -                         | -               | -               | -               | -      | -      | -      | -       | -       | -       | 48    | 23    | 5     |
| 2008-2009              | Real Madrid            | D1                     | 37          | 18          | 7           | 1                     | 3                     | 0                     | 2          | 0          | 0          | C1                             | 7                              | 3                              | 1                              | -                         | -                         | -                         | -               | -               | -               | -      | -      | -      | -       | -       | -       | 47    | 24    | 8     |
| 2009-2010              | Real Madrid            | D1                     | 30          | 5           | 1           | 2                     | 0                     | 0                     | -          | -          | -          | C1                             | 7                              | 2                              | 2                              | -                         | -                         | -                         | -               | -               | -               | -      | -      | -      | -       | -       | -       | 39    | 7     | 3     |
| Sous-total Real Madrid | Sous-total Real Madrid | Sous-total Real Madrid | 550         | 228         | 85          | 37                    | 18                    | 3                     | 12         | 7          | 0          | -                              | 132                            | 66                             | 23                             | 7                         | 3                         | 0                         | 3               | 1               | 0               | -      | -      | -      | 102     | 44      | 15      | 843   | 367   | 126   |
| 2010-2011              | Schalke 04             | D1                     | 34          | 13          | 3           | 4                     | 1                     | 2                     | 1          | 0          | 0          | C1                             | 12                             | 5                              | 2                              | -                         | -                         | -                         | -               | -               | -               | -      | -      | -      | -       | -       | -       | 51    | 19    | 7     |
| 2011-2012              | Schalke 04             | D1                     | 32          | 15          | 5           | 3                     | 2                     | 2                     | 1          | 0          | 0          | C3                             | 11                             | 4                              | 1                              | -                         | -                         | -                         | -               | -               | -               | -      | -      | -      | -       | -       | -       | 47    | 21    | 8     |
| Sous-total             | Sous-total             | Sous-total             | 66          | 28          | 8           | 7                     | 3                     | 4                     | 2          | 0          | 0          | -                              | 23                             | 9                              | 3                              | -                         | -                         | -                         | -               | -               | -               | -      | -      | -      | -       | -       | -       | 98    | 40    | 15    |
| 2012-2013              | Al-Sadd SC             | D1                     | 22          | 9           | 6           | 12                    | 3                     | 0                     | -          | -          | -          | -                              | -                              | -                              | -                              | -                         | -                         | -                         | -               | -               | -               | -      | -      | -      | -       | -       | -       | 34    | 12    | 6     |
| 2013-2014              | Al-Sadd SC             | D1                     | 17          | 2           | 0           | 5                     | 2                     | 0                     | -          | -          | -          | AFC                            | 5                              | 0                              | 0                              | -                         | -                         | -                         | -               | -               | -               | -      | -      | -      | -       | -       | -       | 27    | 4     | 0     |
| Sous-total             | Sous-total             | Sous-total             | 39          | 11          | 6           | 17                    | 5                     | 0                     | -          | -          | -          | -                              | 5                              | 0                              | 0                              | -                         | -                         | -                         | -               | -               | -               | -      | -      | -      | -       | -       | -       | 61    | 16    | 6     |
| 2015                   | New York Cosmos        | NASL                   | 28          | 8           | 3           | 2                     | 0                     | 0                     | -          | -          | -          | -                              | -                              | -                              | -                              | -                         | -                         | -                         | -               | -               | -               | 2      | 1      | 1      | -       | -       | -       | 32    | 9     | 4     |
| Total sur la carrière  | Total sur la carrière  | Total sur la carrière  | 693         | 291         | 102         | 63                    | 26                    | 7                     | 14         | 7          | 0          | -                              | 160                            | 75                             | 26                             | 7                         | 3                         | 0                         | 3               | 1               | 0               | 2      | 1      | 1      | 102     | 44      | 15      | 1044  | 448   | 151   |

### Récapitulatif des buts/matchs de Raúl au Real Madrid
Il est à son départ du Real Madrid le cinquième meilleur buteur de tous les temps du championnat d'Espagne avec 228 buts en 550 matchs.
Il compte aussi :
- 66 buts en 132 matchs de Ligue des champions
- 18 buts en 37 matchs de la Copa del Rey
- 7 buts en 12 matchs de la Supercoupe d'Espagne
- 2 buts en 4 matchs du Mondial des Clubs
- 1 but en 3 matchs de la Coupe intercontinentale
- 1 but en 3 matchs de la Supercoupe d'Europe
  - Totaux officiels au Real Madrid : 741 matchs, 323 buts

Tableau résumant la carrière de Raúl (matchs non officiels inclus) :
|                                        | Matchs | Buts |
| -------------------------------------- | ------ | ---- |
| Real Madrid                            | 741    | 323  |
| Matchs amicaux Real Madrid             | 115    | 35   |
| Schalke 04                             | 98     | 40   |
| Matchs amicaux Schalke 04              | 13     | 5    |
| Al Sadd                                | 54     | 14   |
| Matchs amicaux Al Sadd                 | 10     | 6    |
| Matchs de charité                      | 7      | 8    |
| Sélection Espagnole                    | 102    | 44   |
| Sélections espagnoles jeunes           | 27     | 20   |
| Catégories inférieures Atlético Madrid | 80     | 319  |
| Catégories inférieures du Real Madrid  | 83     | 180  |
| TOTAL                                  | 1 330  | 994  |

### Buts en sélection
| Buts en sélection de Raúl Gonzalez | Buts en sélection de Raúl Gonzalez | Buts en sélection de Raúl Gonzalez           | Buts en sélection de Raúl Gonzalez | Buts en sélection de Raúl Gonzalez | Buts en sélection de Raúl Gonzalez | Buts en sélection de Raúl Gonzalez      |
| #                                  | Date                               | Lieu                                         | Adversaire                         | Score                              | Résultats                          | Compétitions                            |
| ---------------------------------- | ---------------------------------- | -------------------------------------------- | ---------------------------------- | ---------------------------------- | ---------------------------------- | --------------------------------------- |
| 1                                  | 14 décembre 1996                   | Mestalla, Valence                            | RF Yougoslavie                     | 2-0                                | 2-0                                | Éliminatoires de la Coupe du monde 1998 |
| 2                                  | 25 mars 1998                       | Estadio de Balaídos, Vigo                    | Suède                              | 3-0                                | 4-0                                | Match amical                            |
| 3                                  | 13 juin 1998                       | Stade de la Beaujoire, Nantes                | Nigeria                            | 2-1                                | 2-3                                | Coupe du monde 1998                     |
| 4                                  | 5 septembre 1998                   | Stade Tsirion, Limassol                      | Chypre                             | 1-2                                | 2-3                                | Éliminatoires Euro 2000                 |
| 5                                  | 18 novembre 1998                   | Stadio Arechi, Salerno                       | Italie                             | 2-2                                | 2-2                                | Match amical                            |
| 6                                  | 27 mars 1999                       | Mestalla, Valence                            | Autriche                           | 1-0                                | 9-0                                | Éliminatoires Euro 2000                 |
| 7                                  | 27 mars 1999                       | Mestalla, Valence                            | Autriche                           | 2-0                                | 9-0                                | Éliminatoires Euro 2000                 |
| 8                                  | 27 mars 1999                       | Mestalla, Valence                            | Autriche                           | 6-0                                | 9-0                                | Éliminatoires Euro 2000                 |
| 9                                  | 27 mars 1999                       | Mestalla, Valence                            | Autriche                           | 7-0                                | 9-0                                | Éliminatoires Euro 2000                 |
| 10                                 | 31 mars 1999                       | Stadio Olimpico, Serravalle                  | Saint-Marin                        | 2-0                                | 6-0                                | Éliminatoires Euro 2000                 |
| 11                                 | 31 mars 1999                       | Stadio Olimpico, Serravalle                  | Saint-Marin                        | 4-0                                | 6-0                                | Éliminatoires Euro 2000                 |
| 12                                 | 31 mars 1999                       | Stadio Olimpico, Serravalle                  | Saint-Marin                        | 5-0                                | 6-0                                | Éliminatoires Euro 2000                 |
| 13                                 | 5 juin 1999                        | El Madrigal, Vila-real                       | Saint-Marin                        | 5-0                                | 9-0                                | Éliminatoires Euro 2000                 |
| 14                                 | 4 septembre 1999                   | Ernst Happel Stadion, Vienne                 | Autriche                           | 1-0                                | 3-1                                | Éliminatoires Euro 2000                 |
| 15                                 | 10 octobre 1999                    | Stade Carlos-Belmonte, Albacete              | Israël                             | 3-0                                | 3-0                                | Éliminatoires Euro 2000                 |
| 16                                 | 20 janvier 2000                    | Stade Cartagonova, Carthagène                | Pologne                            | 1-0                                | 3-0                                | Match amical                            |
| 17                                 | 18 juin 2000                       | Amsterdam Arena, Amsterdam                   | Slovénie                           | 1-0                                | 2-1                                | Euro 2000                               |
| 18                                 | 16 août 2000                       | AWD-Arena, Hanovre                           | Allemagne                          | 1-4                                | 1-4                                | Match amical                            |
| 19                                 | 24 mars 2001                       | Estadio José Rico Pérez, Alicante            | Liechtenstein                      | 4-0                                | 5-0                                | Éliminatoires de la Coupe du monde 2002 |
| 20                                 | 2 juin 2001                        | Estadio Carlos-Tartiere, Oviedo              | Bosnie-Herzégovine                 | 3-1                                | 4-1                                | Éliminatoires de la Coupe du monde 2002 |
| 21                                 | 6 juin 2001                        | Ramat Gan Stadium, Tel-Aviv                  | Israël                             | 1-1                                | 1-1                                | Éliminatoires de la Coupe du monde 2002 |
| 22                                 | 5 septembre 2001                   | Rheinpark Stadion, Vaduz                     | Liechtenstein                      | 1-0                                | 2-0                                | Éliminatoires de la Coupe du monde 2002 |
| 23                                 | 14 novembre 2001                   | Estadio Nuevo Colombino, Huelva              | Mexique                            | 1-0                                | 1-1                                | Match amical                            |
| 24                                 | 17 avril 2002                      | Windsor Park, Belfast                        | Irlande du Nord                    | 1-0                                | 5-0                                | Match amical                            |
| 25                                 | 17 avril 2002                      | Windsor Park, Belfast                        | Irlande du Nord                    | 3-0                                | 5-0                                | Match amical                            |
| 26                                 | 2 juin 2002                        | Gwangju World Cup Stadium, Gwangju           | Slovénie                           | 1-0                                | 3-1                                | Coupe du monde 2002                     |
| 27                                 | 12 juin 2002                       | Daejeon World Cup Stadium, Daejeon           | Afrique du Sud                     | 1-0                                | 3-2                                | Coupe du monde 2002                     |
| 28                                 | 12 juin 2002                       | Daejeon World Cup Stadium, Daejeon           | Afrique du Sud                     | 3-2                                | 3-2                                | Coupe du monde 2002                     |
| 29                                 | 7 septembre 2002                   | Stade Apóstolos-Nikolaïdis, Athènes          | Grèce                              | 1-0                                | 2-0                                | Éliminatoires Euro 2004                 |
| 30                                 | 12 février 2003                    | Iberostar Stadium, Palma de Majorque         | Allemagne                          | 1-0                                | 3-1                                | Match amical                            |
| 31                                 | 12 février 2003                    | Iberostar Stadium, Palma de Majorque         | Allemagne                          | 2-1                                | 3-1                                | Match amical                            |
| 32                                 | 29 mars 2003                       | Stade olympique de Kiev, Kiev                | Ukraine                            | 1-1                                | 2-2                                | Éliminatoires Euro 2004                 |
| 33                                 | 10 septembre 2003                  | Estadio Manuel Martínez Valero, Elche        | Ukraine                            | 1-0                                | 2-1                                | Éliminatoires Euro 2004                 |
| 34                                 | 10 septembre 2003                  | Estadio Manuel Martínez Valero, Elche        | Ukraine                            | 2-0                                | 2-1                                | Éliminatoires Euro 2004                 |
| 35                                 | 11 octobre 2003                    | Stade Hrazdan, Erevan                        | Arménie                            | 2-0                                | 4-0                                | Éliminatoires Euro 2004                 |
| 36                                 | 15 novembre 2003                   | Estadio de Mestalla, Valence                 | Norvège                            | 1-1                                | 2-1                                | Barrages Euro 2004                      |
| 37                                 | 19 novembre 2003                   | Ullevaal Stadion, Oslo                       | Norvège                            | 1-0                                | 3-0                                | Barrages Euro 2004                      |
| 38                                 | 31 mars 2004                       | El Molinón, Gijón                            | Danemark                           | 2-0                                | 2-0                                | Match amical                            |
| 39                                 | 3 septembre 2004                   | Estadio de Mestalla, Valence                 | Écosse                             | 1-1                                | 1-1                                | Match amical                            |
| 40                                 | 9 octobre 2004                     | El Sardinero, Santander                      | Belgique                           | 2-0                                | 2-0                                | Éliminatoires de la Coupe du monde 2006 |
| 41                                 | 9 février 2005                     | Estadio de los Juegos Mediterráneos, Almería | Saint-Marin                        | 3-0                                | 5-0                                | Éliminatoires de la Coupe du monde 2006 |
| 42                                 | 7 septembre 2005                   | Santiago Bernabéu, Madrid                    | Serbie-et-Monténégro               | 1-0                                | 1-1                                | Éliminatoires de la Coupe du monde 2006 |
| 43                                 | 3 juin 2006                        | Estadio Manuel Martínez Valero, Elche        | Égypte                             | 1-0                                | 2-0                                | Match amical                            |
| 44                                 | 19 juin 2006                       | Mercedes-Benz Arena, Stuttgart               | Tunisie                            | 1-1                                | 3-1                                | Coupe du monde 2006                     |

## Palmarès

### En tant que joueur
| Real Madrid - Championnat d'Espagne (6) : - Champion : 1994-1995, 1996-1997, 2000-2001, 2002-2003, 2006-2007 et 2007-2008. - Vice-champion : 1998-1999, 2004-2005, 2005-2006, 2008-2009 et 2009-2010. - Copa del Rey : - Finaliste : 2001-2002 et 2003-2004. - Supercoupe d'Espagne (4) : - Vainqueur : 1997, 2001, 2003 et 2008. - Finaliste : 1995 et 2007. - Ligue des champions (3) : - Vainqueur : 1997-1998, 1999-2000 et 2001-2002. - Coupe intercontinentale (2) : - Vainqueur : 1998 et 2002. - Finaliste : 2000. - Supercoupe de l'UEFA (1) : - Vainqueur : 2002. - Finaliste : 1998 et 2000. |  | Schalke 04 - Coupe d'Allemagne (1) : - Vainqueur : 2011. - Supercoupe d'Allemagne (1) : - Vainqueur : 2011. |  | Al-Sadd - Championnat du Qatar (1) : - Vainqueur : 2013. - Coupe Crown Prince de Qatar (1) : - Vainqueur : 2014. - Finaliste : 2013. - Coupe du Qatar - Finaliste : 2013. |  | New York Cosmos - NASL (1) : - Vainqueur : Spring 2015. - NASL Soccer Bowl (1) : - Vainqueur : 2015. |

### En tant qu’entraîneur
Real Madrid
- Youth League :
  - Vainqueur : 2020

### Distinctions individuelles
Il est le seul joueur à avoir été élu trois fois consécutivement meilleur attaquant de l'année par l'UEFA (en 2000, 2001 2002). En 2016, il est désigné meilleur joueur de l'histoire du championnat d'Espagne par le Centre d'études d'histoire et de statistique du football espagnol (CIHEFE),,,.
| - Meilleur buteur de la Liga (Pichichi) : 1999 (25 buts), et 2001 (24 buts). - Élu meilleur joueur de la Liga en 1996-1997 et 2007-2008 (Trophée Alfredo Di Stéfano) - Meilleur buteur de la Ligue des Champions : 1999-2000 (10 buts) et 2000-2001 (7 buts) - 3 fois élu Meilleur attaquant de l'année UEFA (1999-2000, 2000-2001, 2001-2002) - Meilleur buteur de la Copa del Rey : 2001-2002 (6 buts) ; 2003-2004 (6 buts) - Prix Don Balón de Meilleur joueur espagnol : 1997, 1999, 2000, 2001, 2002. - Prix Don Balón de joueur révélation de l'année : 1995. - 2e du Ballon d'or : 2001. - 3e Meilleur footballeur de l'année FIFA : 2001 (5e en 1997, 6e en 2002). |  | - Meilleur buteur mondial de l'année 1999 désigné par l'IFFHS. - Troisième meilleur buteur de l'histoire du Real Madrid avec 323 buts. - Sixième meilleur buteur de l'histoire du championnat d'Espagne avec 228 buts. - Élu meilleur joueur de Schalke 04 en Championnat d'Allemagne de football 2010-2011 - Membre de l'équipe-type de la Ligue des Champions 2011. - Meilleur joueur de Schalke 04 en 2011. - Troisième meilleur buteur de l'histoire du Clásico, avec 15 buts. - Joueur le plus Fair-play de Qatar Stars League en 2013. |

## Style de jeu

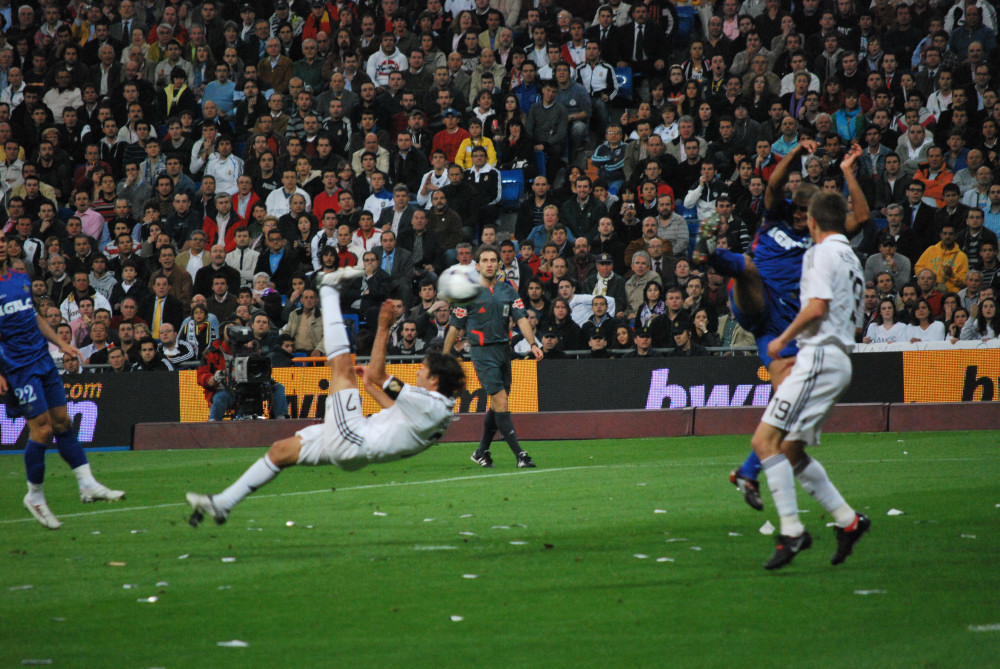
Raúl réalisant une "bicylette" avec le Real Madrid en 2009.

Buteur prolifique et avant hautement créatif, Raúl est considéré comme l'un des meilleurs attaquants espagnols de l'histoire,,, et l'un des attaquants les plus complets de sa génération,,. 
Portant le numéro 7 pendant la majeure partie de sa carrière en club et en équipe nationale, il pouvait jouer à n'importe quelle position en attaque, bien qu'il ait principalement été utilisé comme avant-centre, ou comme attaquant de soutien. Il était également capable de jouer en tant que numéro 10 derrière les attaquants, et a même été utilisé hors de sa position habituelle en tant qu'ailier gauche par l'entraîneur Fabio Capello lors de la saison 1996-97. Raúl était un joueur rapide du pied gauche, capable de marquer à la fois à l'intérieur et à l'extérieur de la surface de réparation grâce à son tir précis et puissant, et avait une prédilection pour les buts avec des lob. Il possédait un excellent contrôle du ballon, une vision du jeu et une capacité technique, et était également efficace dans les airs.
Bien que principalement renommé pour sa prolifique capacité à marquer des buts, Raúl était également un joueur extrêmement créatif et travailleur, capable de jouer en tandem avec ses coéquipiers, de créer des occasions et d'offrir des passes décisives,, et il a parfois été utilisé en tant que milieu offensif dans la dernière partie de sa carrière. Outre ces caractéristiques, Raúl est reconnu pour son leadership et sa discipline – tout au long de sa longue carrière, il n'a jamais reçu de carton rouge, et il a été rarement averti,,. Pour ses compétences techniques, son élégance, sa capacité à marquer et ses performances, il a été surnommé "El Ferrari", ou "Le Ferrari", par son compatriote Fernando Hierro, autre joueur emblématique du Real Madrid. Il était également un précis tireur de pénalty. En 2013, l'ancien défenseur central anglais Rio Ferdinand a loué Raúl pour son intelligent mouvement hors du ballon, et sa capacité à exploiter les espaces ou à attirer les défenseurs pour créer de l'espace pour les courses de ses coéquipiers, le décrivant comme : "le joueur le plus intelligent contre lequel [il a] joué."

## Médias
Au cours de sa carrière, Raúl a été sponsorisé par l'entreprise allemande de vêtements de sport Adidas et est apparu dans des publicités Adidas. Il a fait la promotion des chaussures de football Adidas Predator, et en 2004, il a joué dans une publicité Adidas aux côtés d'un certain nombre d'autres stars sur des scooters, dont Zinedine Zidane, Michael Ballack, Alessandro Del Piero et David Trezeguet.
Raúl est également apparu dans des publicités Pepsi, dont une pour la Coupe du monde 2002 en Corée et au Japon où il s'est aligné aux côtés de joueurs tels que David Beckham, Roberto Carlos et Gianluigi Buffon pour affronter une équipe de sumos.
Raúl est présent dans la série de jeux vidéo FIFA d'EA Sports. Sa célébration de but habituelle, où il embrasse son annulaire - un signe d'affection pour sa femme - est présente dans FIFA 18.

## Vie privée

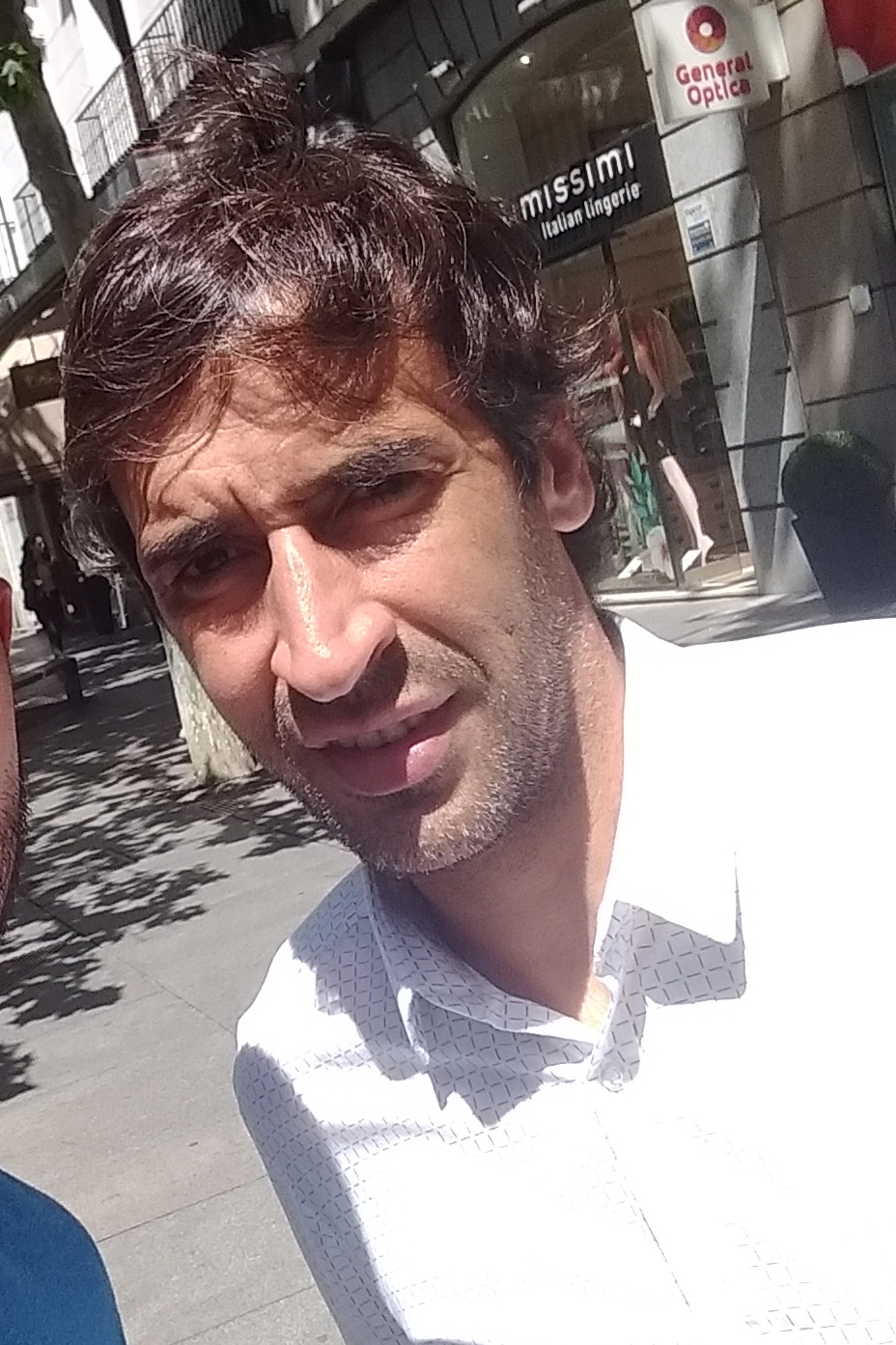
Rául González Blanco en mai 2019.

Raúl est marié depuis le 1er juillet 1999 à l'ancien mannequin espagnol Mamen Sanz, avec qui il a 5 enfants : Jorge (né le 25 février 2000), Hugo (né le 20 novembre 2002), les jumeaux Hector et Matéo (nés le 17 novembre 2005), et Maria (née le 4 décembre 2009).

## Divers et anecdote
- Le 11 décembre 2002, à 25 ans, lors de la deuxième phase de la ligue des champions, Raúl a marqué ses deux cent et deux cent-unième buts toutes compétitions officielles confondues avec le Real Madrid.
- Avec la Sélection, le 12 février 2003, contre l'Allemagne, le capitaine espagnol a marqué ses trentième et trente et unième buts en équipe nationale. Il est devenu ainsi seul meilleur buteur de toute l'histoire de la Sélection.
- Le 19 juin 2006, grâce à un but contre la Tunisie, Raúl devient le 18e joueur à avoir marqué dans 3 Coupes du monde différentes. Il a marqué lors de la Coupe du monde 1998, de la Coupe du monde 2002 et de la Coupe du monde 2006.
- Le 26 mai 2007, Raúl a rejoint Gento dans l'histoire du Real Madrid avec 605 matchs officiels avec les Merengue. Seuls Manuel Sanchis et Santillana ont fait mieux avec respectivement 712 et 643 rencontres disputées sous le maillot du Real. Le 1er mars 2008, lors d'un Recreativo Huelva - Real, il rejoint Santillana avec 643 matchs officiels sous le maillot du Real (le 5 mars 2008, en huitième de finale de Ligue des champions contre la Roma, il le dépasse).
- Le 8 mars 2008 contre l'Espanyol, Raúl a marqué son 300e but avec le Real Madrid sur penalty à 30 ans et 9 mois.
- Raúl est devenu dimanche 30 mars 2008, le 2e meilleur buteur de l'histoire du Real Madrid, ex æquo avec Carlos Alonso Santillana, en marquant face au FC Séville son 290e but en match officiel avec le maillot "merengue" (le 20 avril 2008, il le dépasse).
- Le 11 novembre 2008, à Santiago Bernabéu contre le Real Unión (match de Copa del Rey), Raúl marque un triplé, ce qui porte son total de buts avec le Real à 300, toutes compétitions officielles confondues.
- Le 11 janvier 2009, à l'occasion de la 18e journée et du déplacement des Merengues à Majorque, Raúl devient le plus jeune joueur à disputer son 500e match de première division en Europe (à 31 ans et 188 jours) avec le Real Madrid. Le Real s'impose 3 à 0, Raúl inscrit un but du talon, ce qui porte son total de but en Liga à 212 unités. Ce but est son 305e toutes compétitions confondues sous le maillot blanc, ce qui le place à seulement deux réalisations du légendaire record d'Alfredo Di Stéfano (307 buts).
- Le 31 janvier 2009, lors de la rencontre opposant le Real Madrid à Numancia, Raúl égale le nombre de buts de Di Stéfano (307 buts). Il devient par là même le co-meilleur buteur merengue de tous les temps.
- Le 15 février 2009, lors de la rencontre contre le Sporting Gijón, Raúl devient le meilleur buteur du Real Madrid en marquant ses 308e et 309e buts avec la Maison Blanche, dépassant ainsi le mythique Alfredo Di Stéfano.
- Le 1er juin 2010, Raúl présente à la presse sa biographie, Le triomphe des valeurs, écrite par le journaliste Enrique Ortego[66].